# Mercedes-Benz Baureihe 204
| Sterne im Euro-NCAP-Crashtest |

Die Baureihe 204 des Automobilherstellers Mercedes-Benz ist eine Baureihe des Mittelklassemodells C-Klasse. Sie wurde von März 2007 bis Juni 2015 produziert und ersetzte die seit März 2000 gebaute Baureihe 203.
Die Fertigung der Limousine endete Anfang Mai 2014. Im März 2014 lief die Produktion des T-Modells aus. Als letztes Modell der Baureihe 204 wurde das Coupé noch bis Juni 2015 gebaut. Anfang Februar 2014 begann die Herstellung der Baureihe 205 als Nachfolger.

## Modellgeschichte

### Allgemeines
Die erste C-Klasse stellte bei ihrem Erscheinen als kleinste Baureihe den Einstieg ins Modellprogramm von Mercedes-Benz dar. Ab 1997 gab es zwar mit der A-Klasse ein noch kleineres Modell, doch die C-Klasse blieb der kleinste Mercedes-Benz mit Hinterradantrieb. Mit der dritten Generation Baureihe 204 wurde die Baureihe insgesamt geringfügig größer. Der cw-Wert dagegen sank je nach Modell auf 0,25 bis 0,33.
Die W-204-Limousine wurde in der Mercedes-Benz Welt in Stuttgart am 18. Januar 2007 erstmals der Presse vorgestellt und im März 2007 auf dem Genfer Auto-Salon präsentiert. Auf die Stufenhecklimousine folgte im Dezember 2007 ein Kombi (T-Modell).
Ein verkürztes Coupé auf gleicher Basis wie beim Vorgänger gab es nicht mehr, die alte CLC-Klasse wurde noch bis 2011 weitergebaut. Im Juni 2011 wurde es von einem neuen Coupé abgelöst, das nun etwa gleich groß wie die Limousine war.

### Technische Neuerungen
Die C-Klasse der Baureihe 204 führte einige technische Neuerungen ein, wie ein neues Linguatronic-System, das ganze Sätze verstehen soll. Das optionale Bedien- und Anzeigesystem COMAND APS NTG 4 gab es in der C-Klasse erstmals mit großem Bildschirm, der bei Anschalten des Bediensystems elektrisch aus dem oberen Teil der Mittelkonsole ausfährt. Erstmals in der Mittelklasse gab es ein optionales Intelligent Light System.
Optional gab es ein PRE-SAFE-System, das eine drohende Kollision bereits im Voraus erkennen kann und bereits vor dem Aufprall die Aktivierung der Gurtstraffer ermöglicht oder die Kopfstützen in eine optimale Position bringen kann um die Auswirkungen des Unfalls zu mildern.

### Limousine (W 204) und T-Modell (S 204)
Die viertürige Stufenhecklimousine wuchs in der Länge um 55 Millimeter auf 4581 Millimeter. Die Breite der Karosserie vergrößert sich um 42 auf 1770 Millimeter und der Radstand um 45 auf 2760 Millimeter. Die gewachsenen Außenabmessungen sollten auch für mehr Platz im Innenraum sorgen. So erhöhte sich nicht nur das Kofferraumvolumen um 20 auf 475 Liter (VDA), sondern vergrößerte sich beispielsweise auch der vordere Schulterraum um 40 Millimeter.

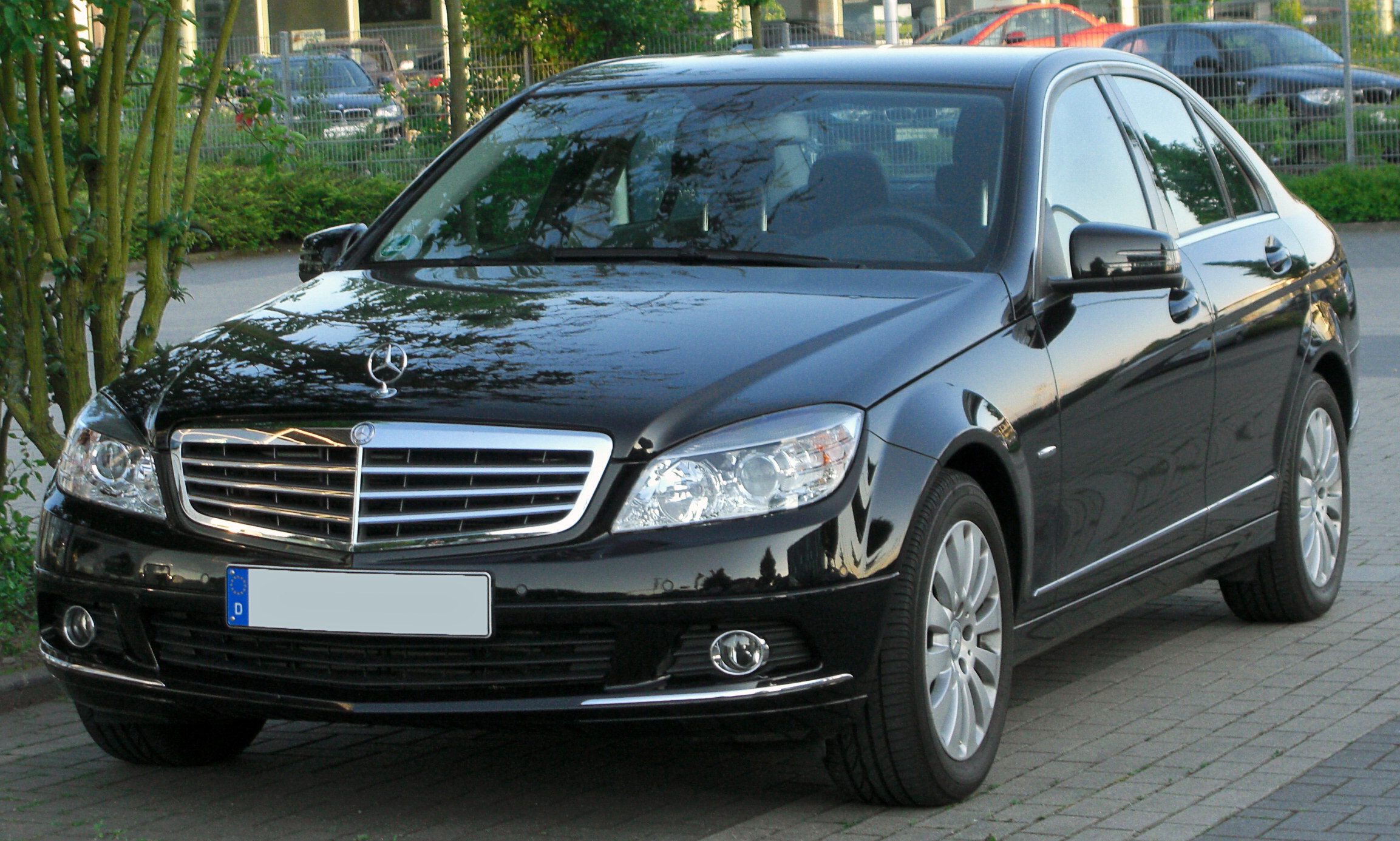
C-Klasse Elegance (2008–2011)
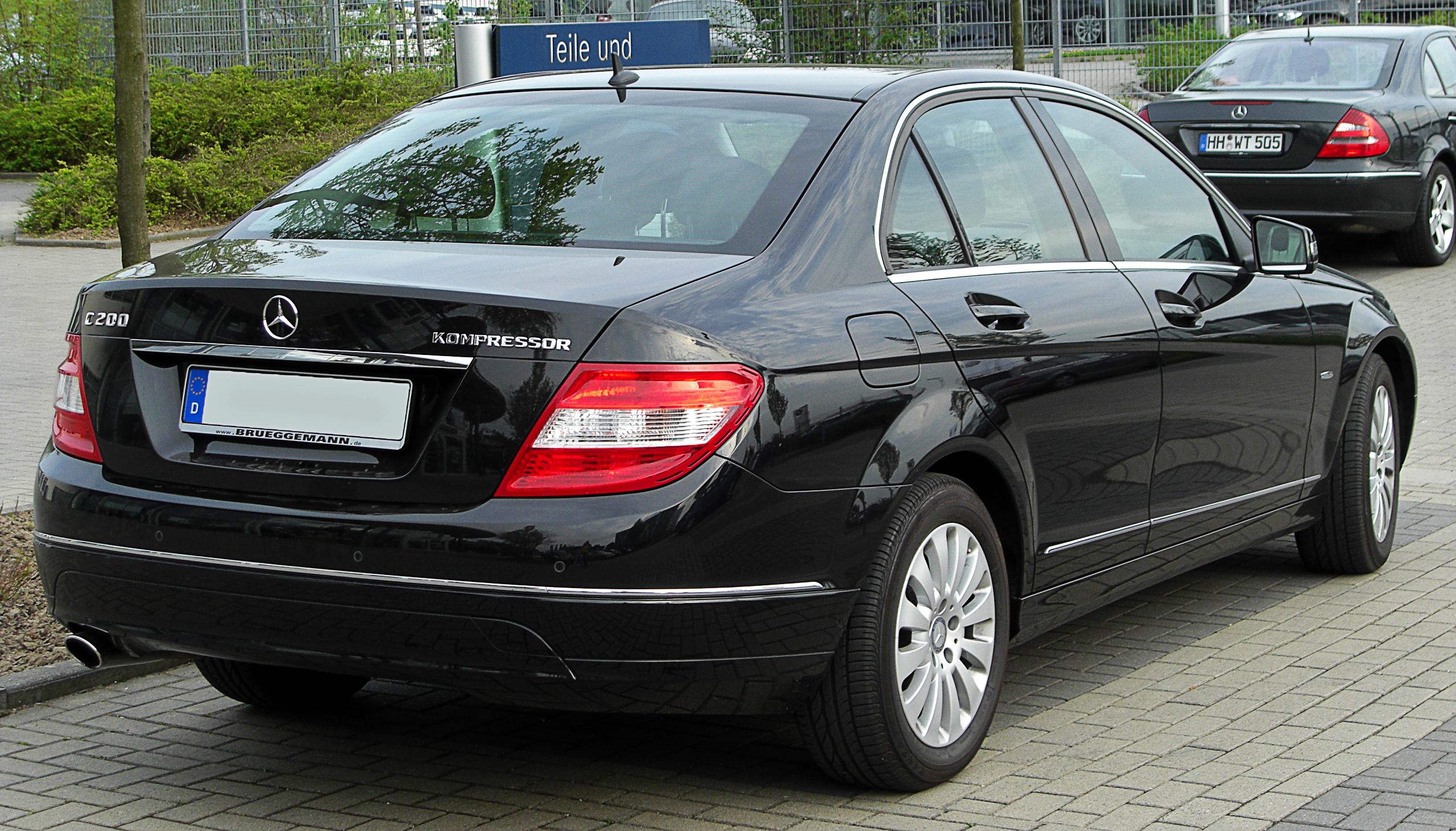
Heckansicht
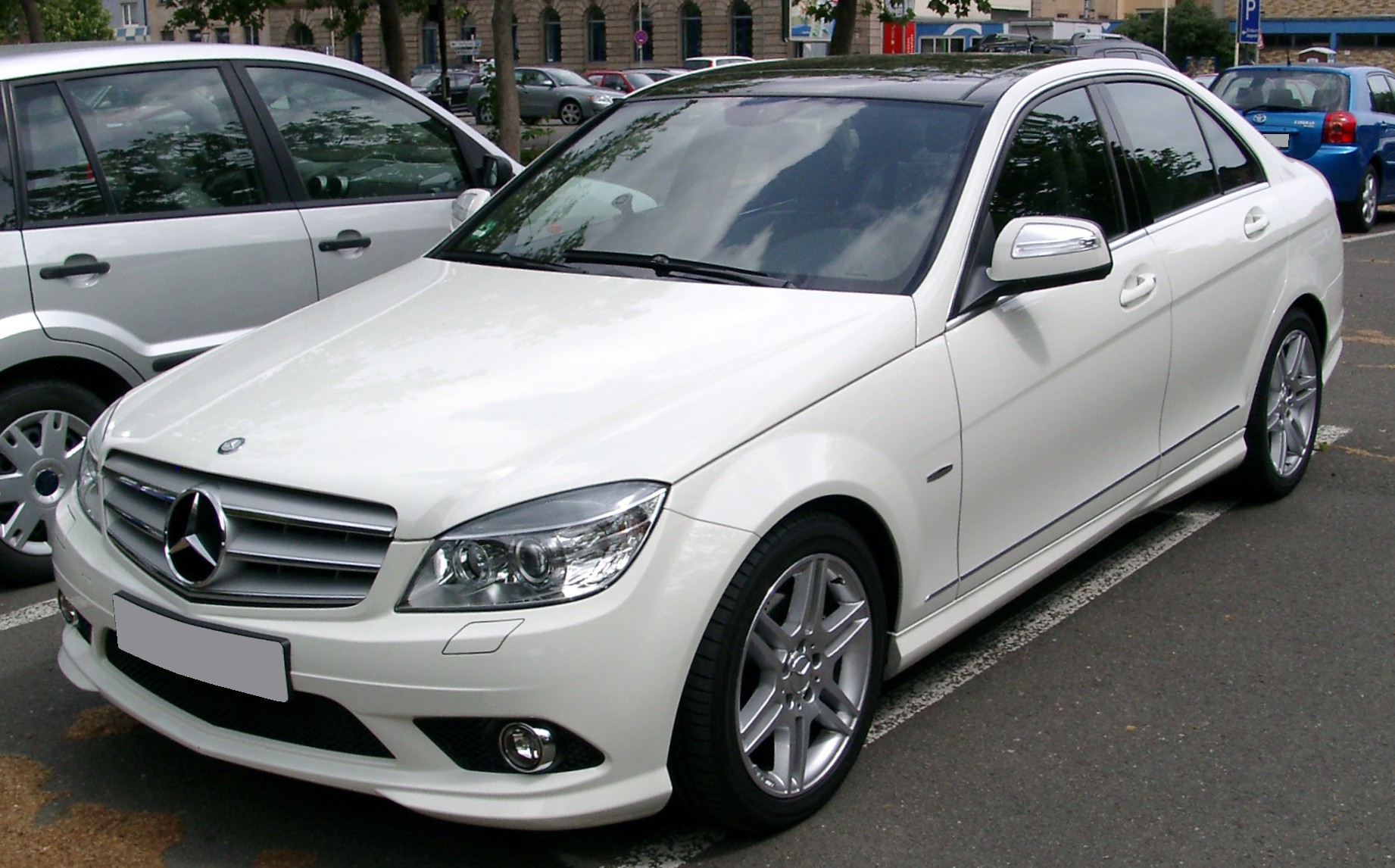
C-Klasse Limousine Avantgarde mit optionalem AMG-Sportpaket (2007–2008)
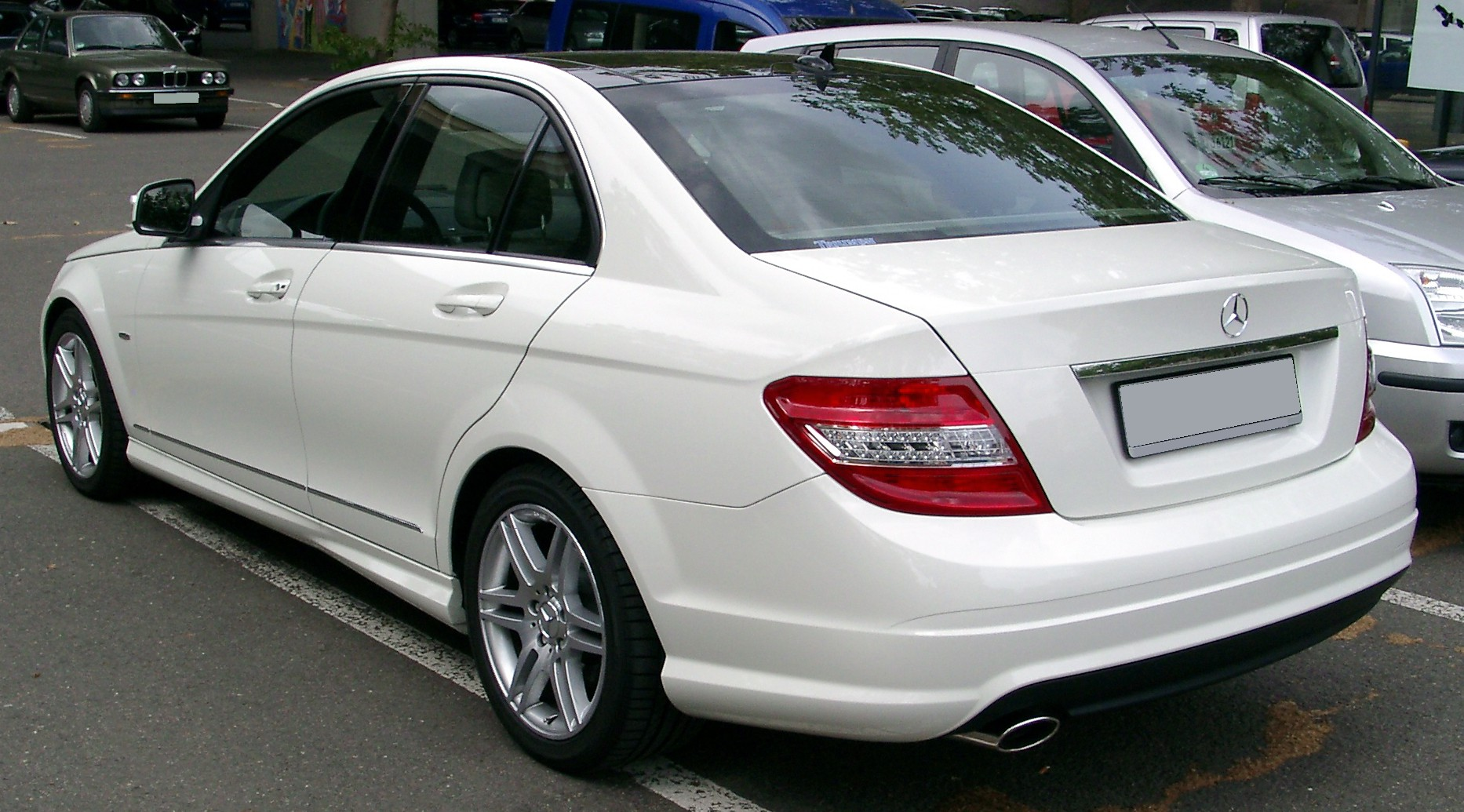
Heckansicht
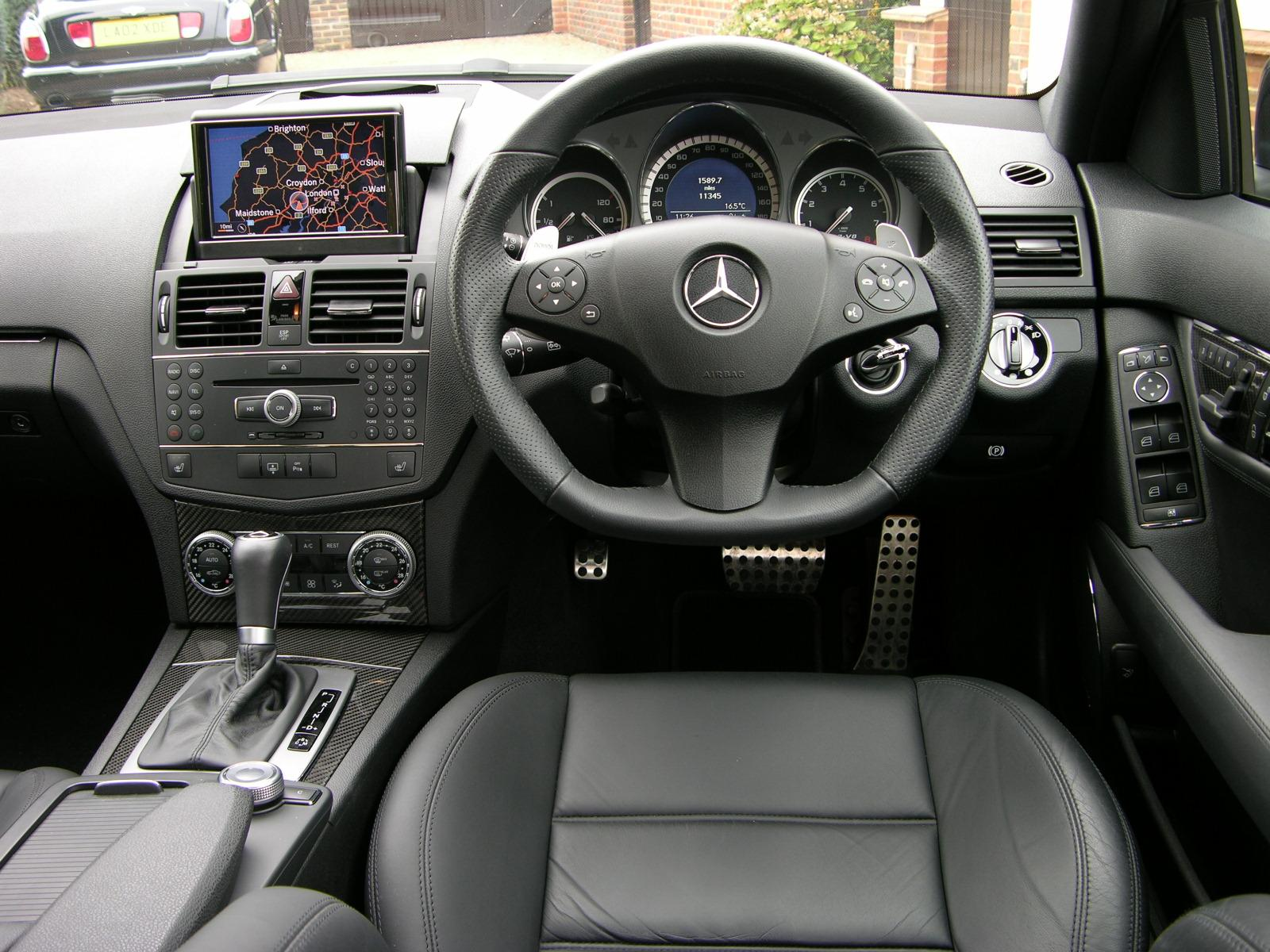
Cockpit eines C 63 AMG mit Navigationssystem (2007)
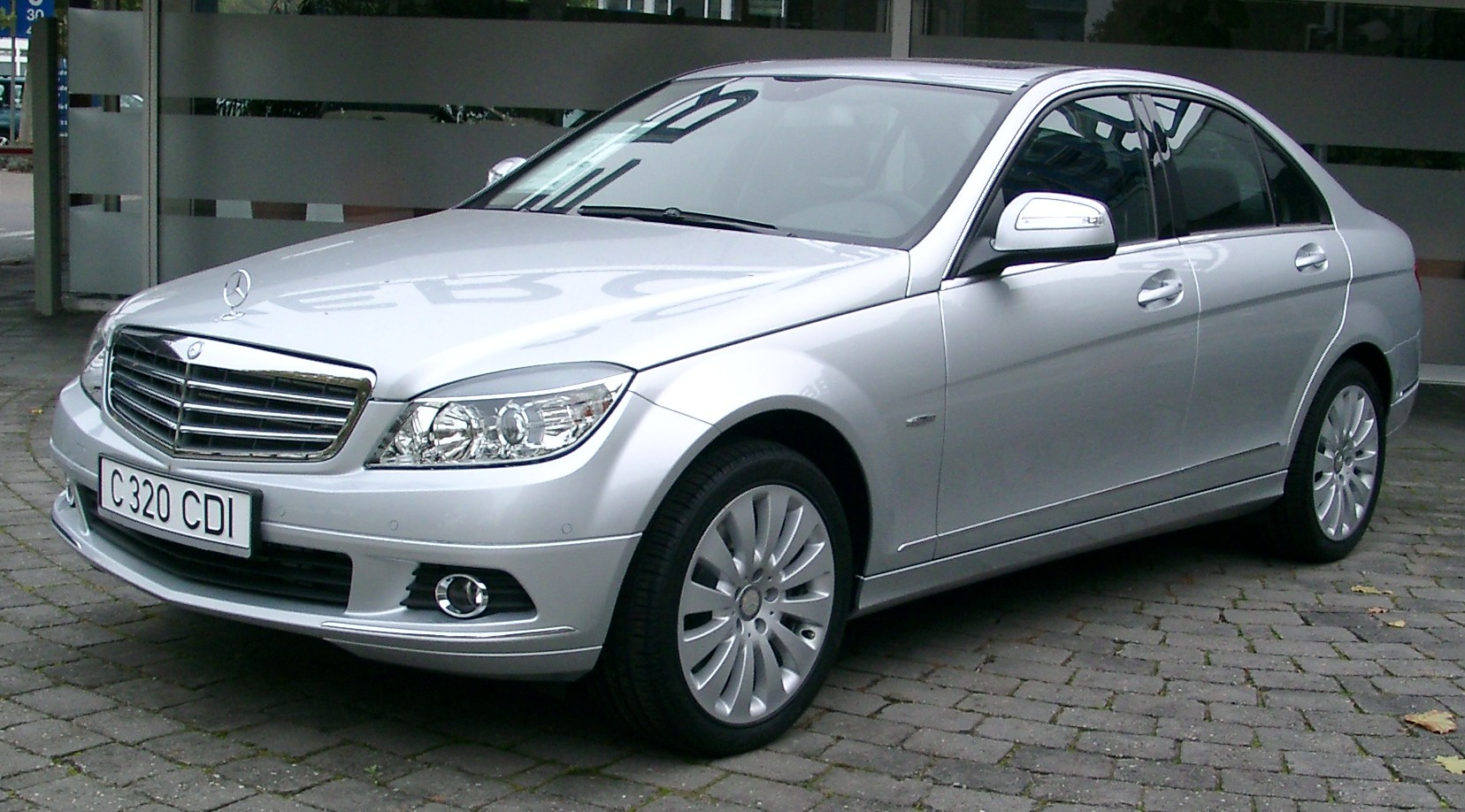
Frühe Exemplare haben andere Blinker im Außenspiegel (2007)

Das C-Klasse T-Modell war zwischen Dezember 2007 und März 2014 im Handel. Der Innenraum entspricht dem der Limousine. Das Kofferraumvolumen beträgt 485 bis 1500 Liter.
Exklusiv für das T-Modell ist das Easy-Pack-Fixkit erhältlich, mit dem sich unter anderem durch verschiebbare Schienen das Gepäck fixieren lässt. Die Zuladung beträgt bis zu 605 Kilogramm.
Der Kombi ist gegenüber der Limousine um 1,5 Zentimeter länger, was ausschließlich dem Kofferraum zugutekommt.

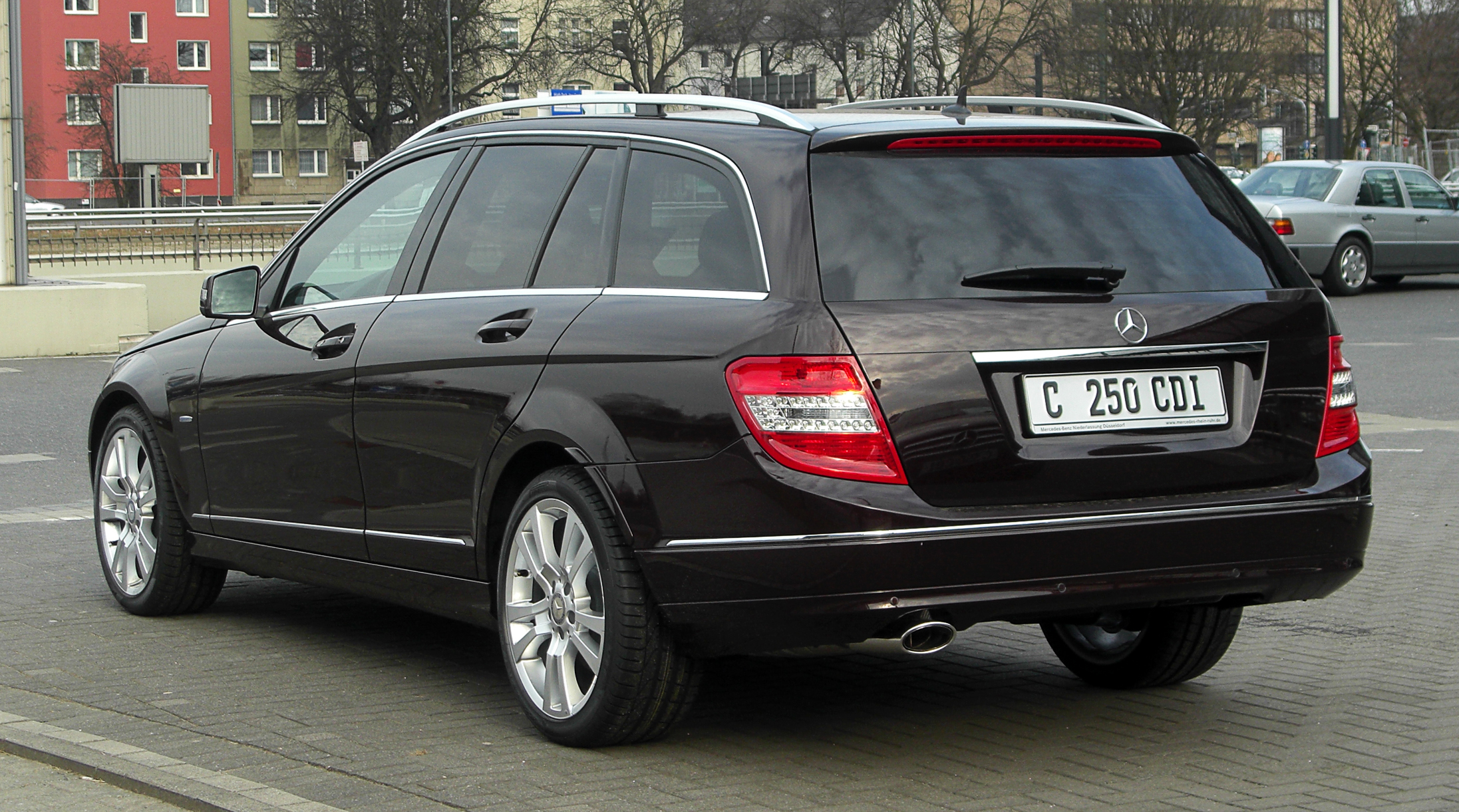
C 250 CDI BlueEFFICIENCY T-Modell Avantgarde (2008–2011)
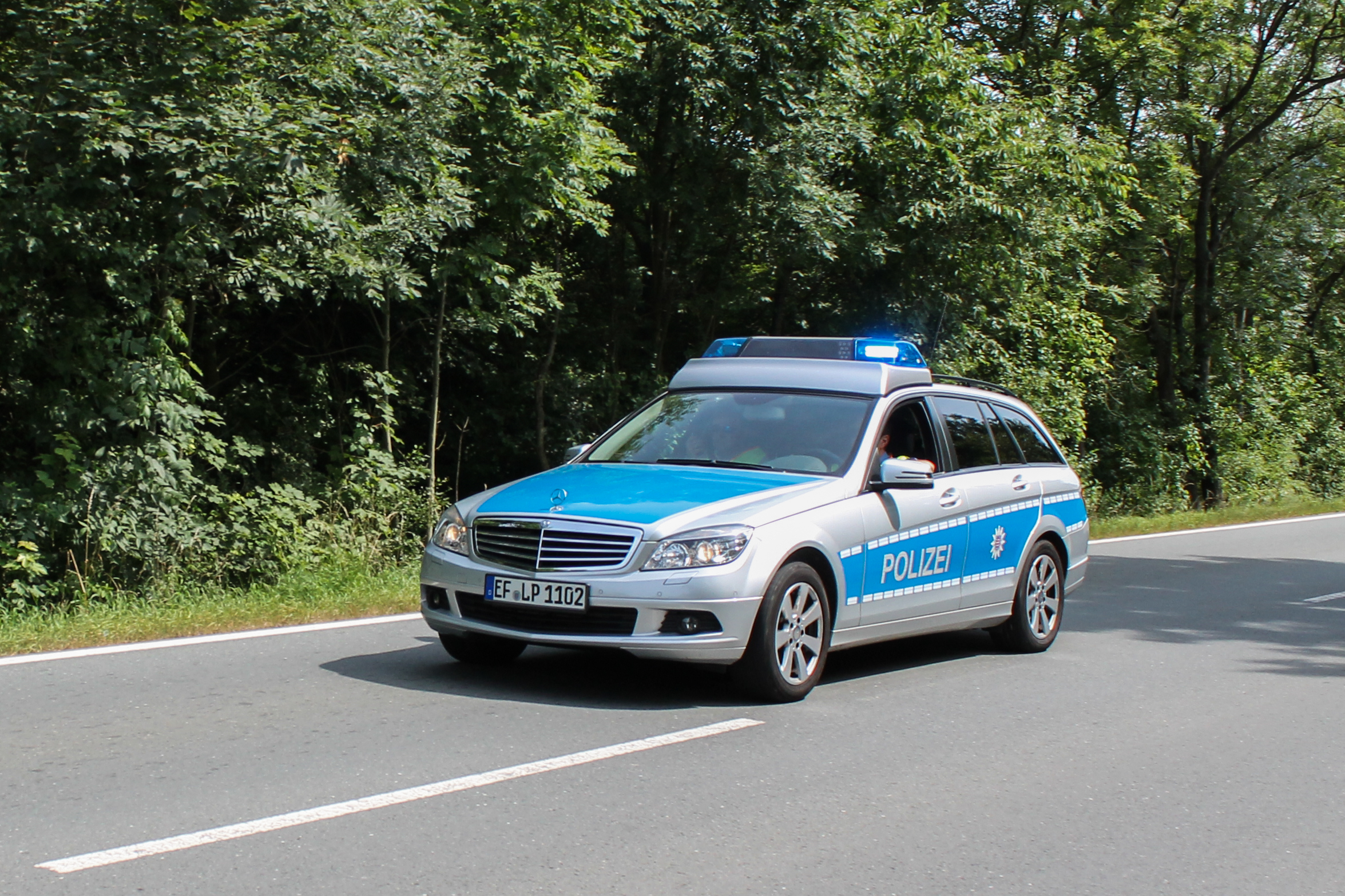
Ein C-Klasse T-Modell (S 204) der Thüringer Polizei
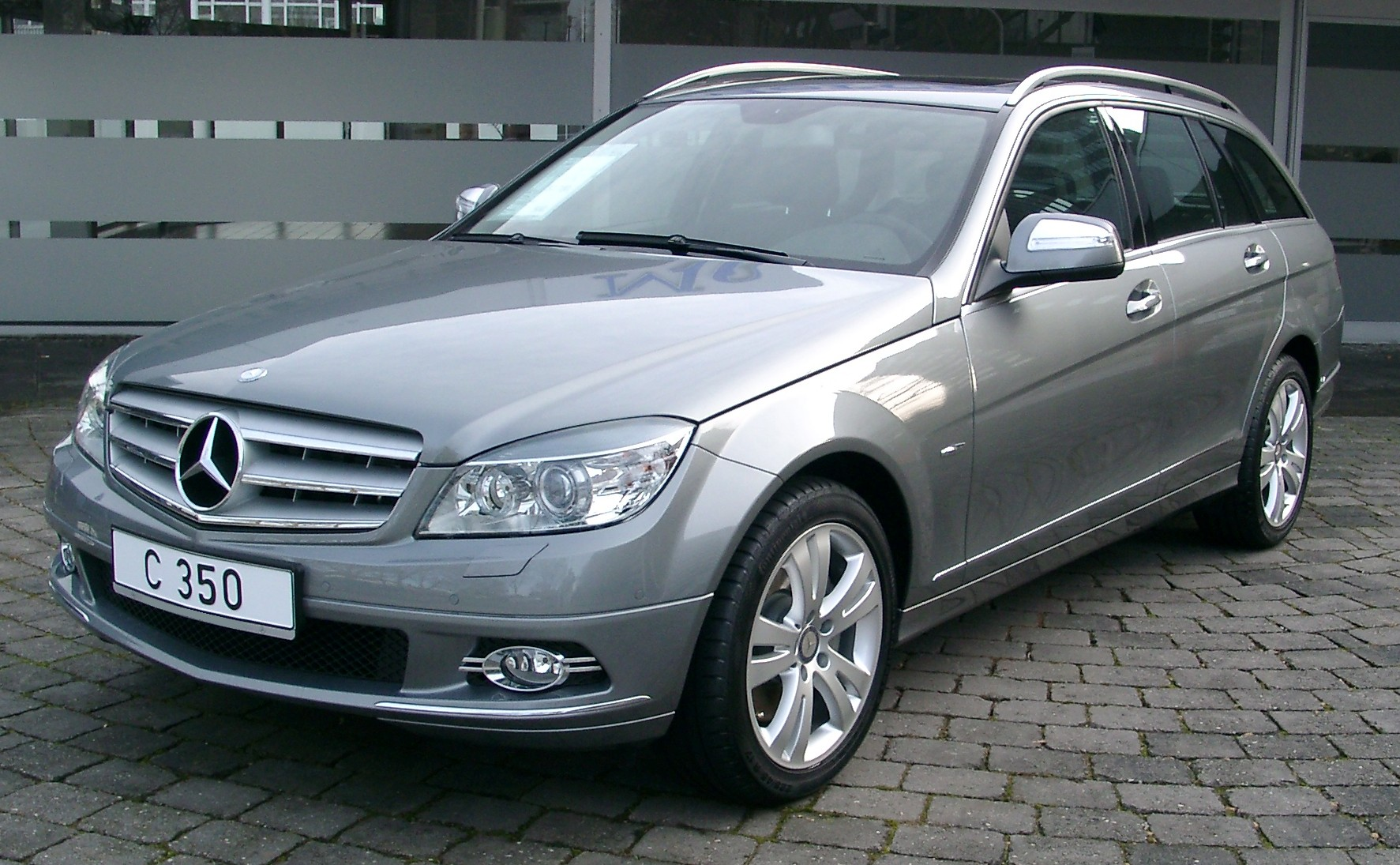
S 204
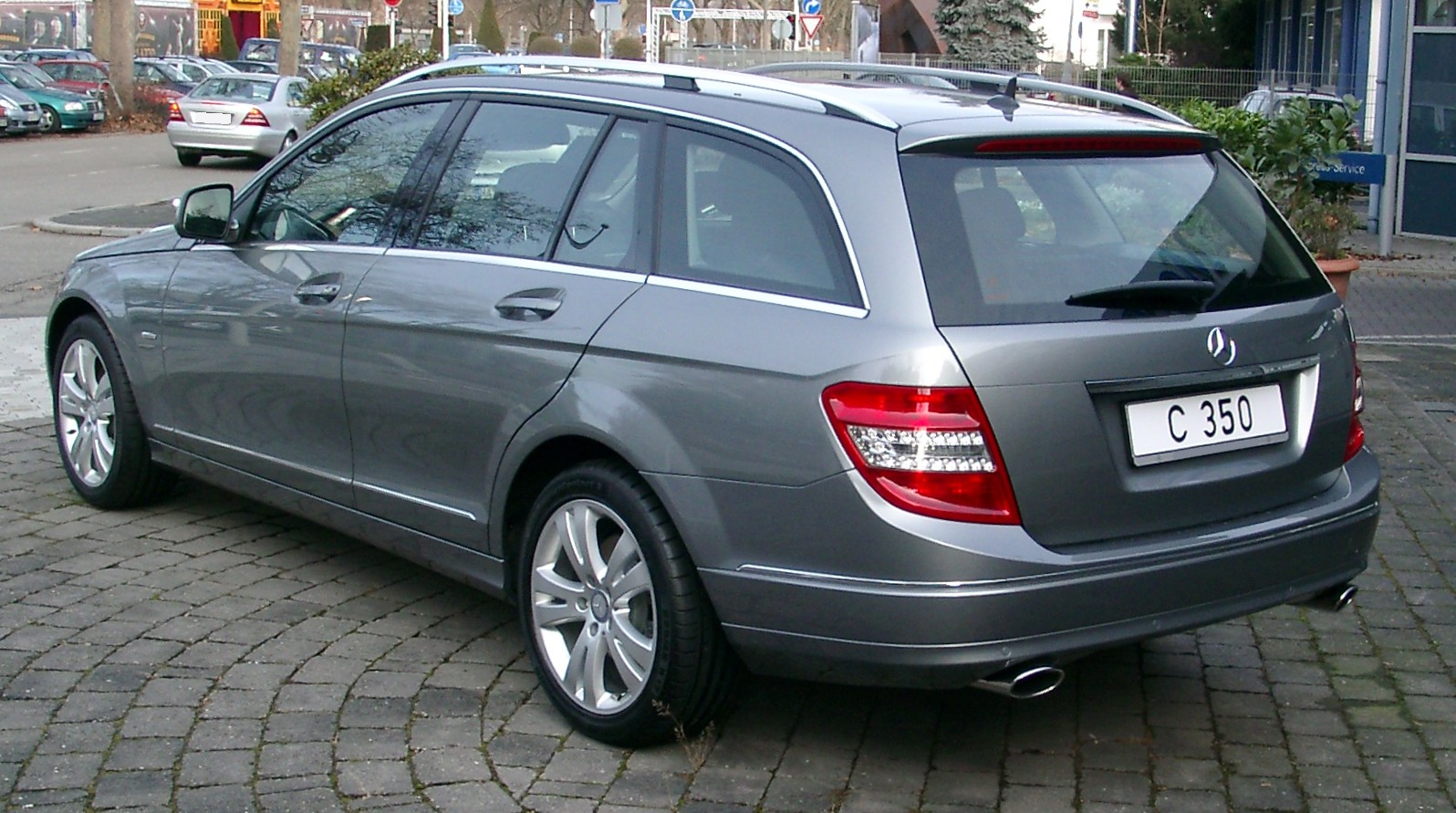
Heckansicht

### Modellpflege
Nach einer Modellpflege war die Baureihe 204 seit dem 26. März 2011 umfangreich überarbeitet erhältlich. Die Scheinwerfer waren geändert und die Frontschürze an die der E-Klasse angepasst worden, mit einer rundlichen Lippe unter dem Kühlergrill. Auch die aus der Baureihe 212 bekannten breiten LED-Stäbe wurden hier eingeführt. Am Heck wurde die Schürze geringfügig überarbeitet und die Heckleuchten wurden neu gestaltet. Das Cockpit wurde aufwändig überarbeitet, mit einer, größtenteils aus dem Mercedes-Benz CLS übernommenen, Mittelkonsole. Der Bildschirm saß nun fest auf der Mittelkonsole. Auch das Kombiinstrument mit einem Farb-TFT-Display war schon aus dem CLS bekannt.
Auf technischer Seite waren neben den Sechszylindertriebwerken seitdem auch die Vierzylindermotoren mit der überarbeiteten 7G-TRONIC PLUS erhältlich, die wiederum mit einem Start-Stopp-System ausgestattet ist. Der V6-Ottomotor wurde durch die Neuentwicklung M 276 mit 225 kW (306 PS) ersetzt; der V6-Diesel war der OM 642 LS, der 195 kW (265 PS) leistet. Der C 300 entfiel, während der C 180 CDI BlueEFFICIENCY auch in Deutschland eingeführt wurde. Der Namenszusatz CGI bei Motoren mit Direkteinspritzung entfiel. Außerdem hielten zehn neue auf Radar-, Kamera- und Sensortechnik basierende Fahrerassistenzsysteme wie der Abstandsregeltempomat Distronic Plus, der aktive Totwinkel-Assistent, der aktive Spurhalte-Assistent, die PRE-SAFE Bremse, Parkführung inklusive Parktronic, Geschwindigkeitslimit-Assistent, die Müdigkeitserkennung Attention Assist und der adaptive Fernlicht-Assistent, die allesamt schon aus den größeren Baureihen bekannt waren, Einzug in die C-Klasse.
Außerdem debütierte in der C-Klasse eine neue Telematik-Generation, die eine leichtere Bedienung, ein größeres Display, Telefonbuchübertragung, SMS-Anzeige sowie das drahtlose Abspielen von Musik per Bluetooth und eine USB-Schnittstelle in der Mittelarmlehne mit sich brachte. Mit dem Multimedia-System COMAND Online konnte man in der C-Klasse erstmals im Internet surfen. Außerdem findet hier bei der Navigation eine 3D-Optik mit plastischen Stadt-Modellen Anwendung; auch können gefahrene Routen aufgezeichnet werden. Für das Einstiegsradiogerät Audio 20 CD steht mit dem Becker MAP PILOT eine günstige Navigationserweiterung zur Verfügung. Die Bedienung erfolgt über den Zentral-Dreh- und Drück-Knopf, die Anzeigen erfolgen über den zentralen Bildschirm.

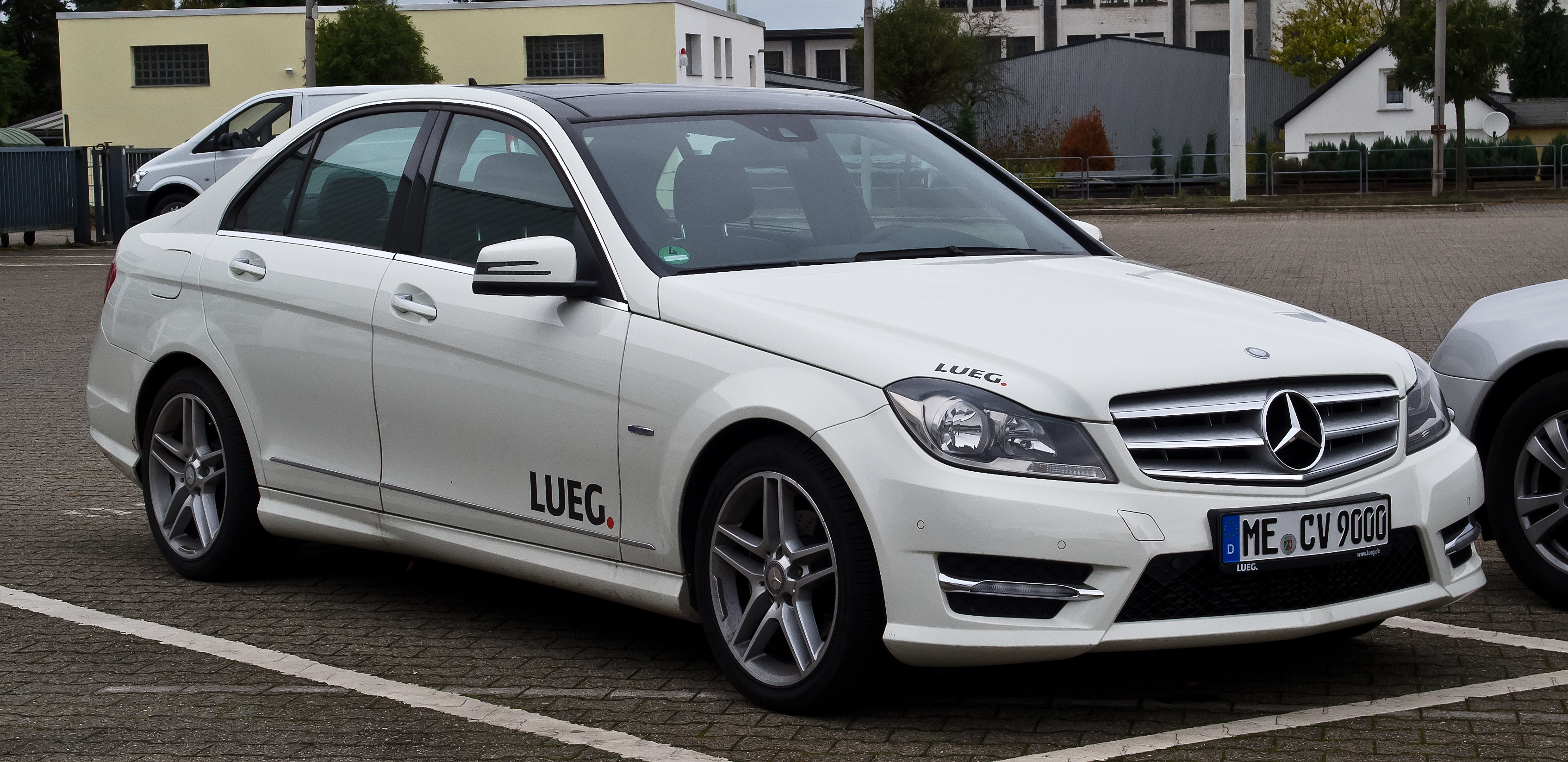
C 220 CDI BlueEFFICIENCY Avantgarde mit Sport-Paket AMG (2011–2013)
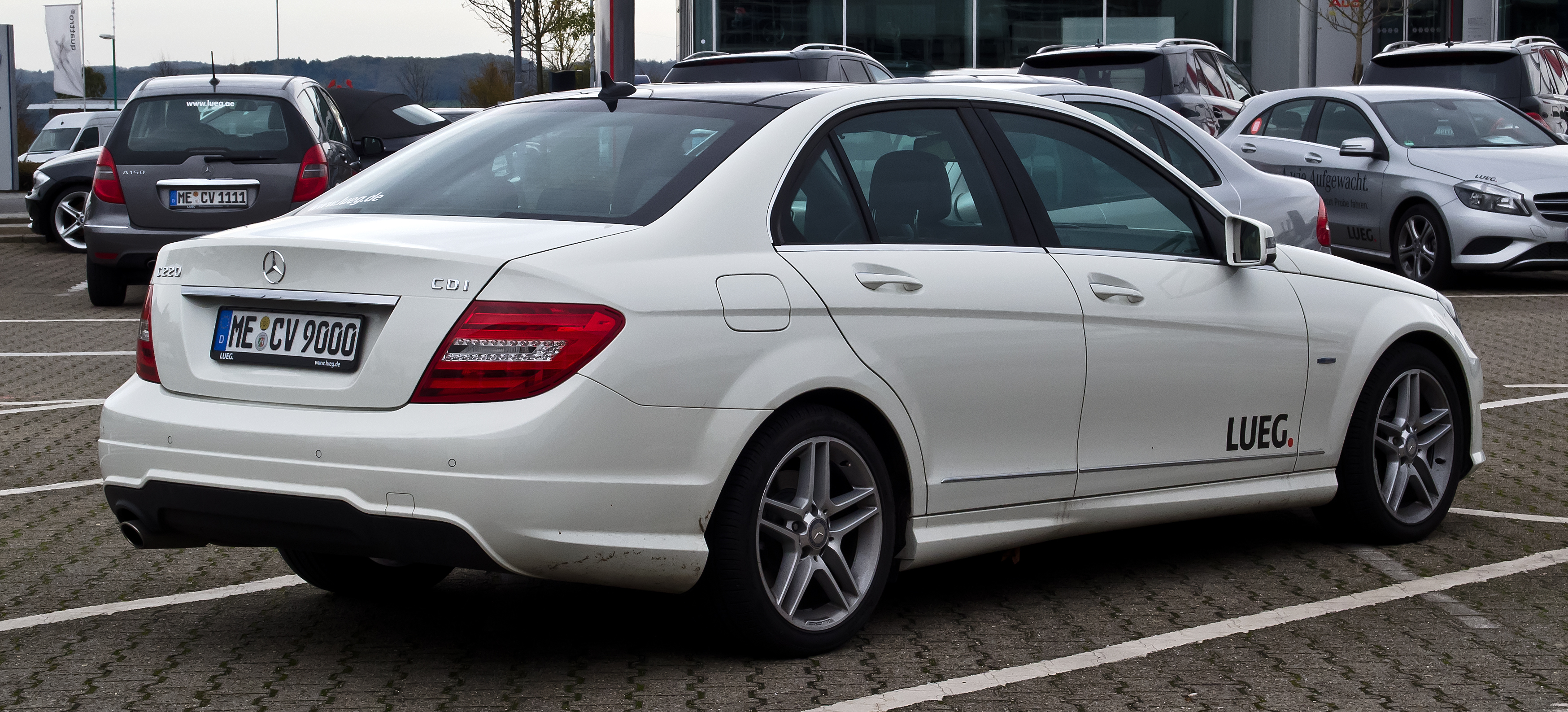
Heckansicht
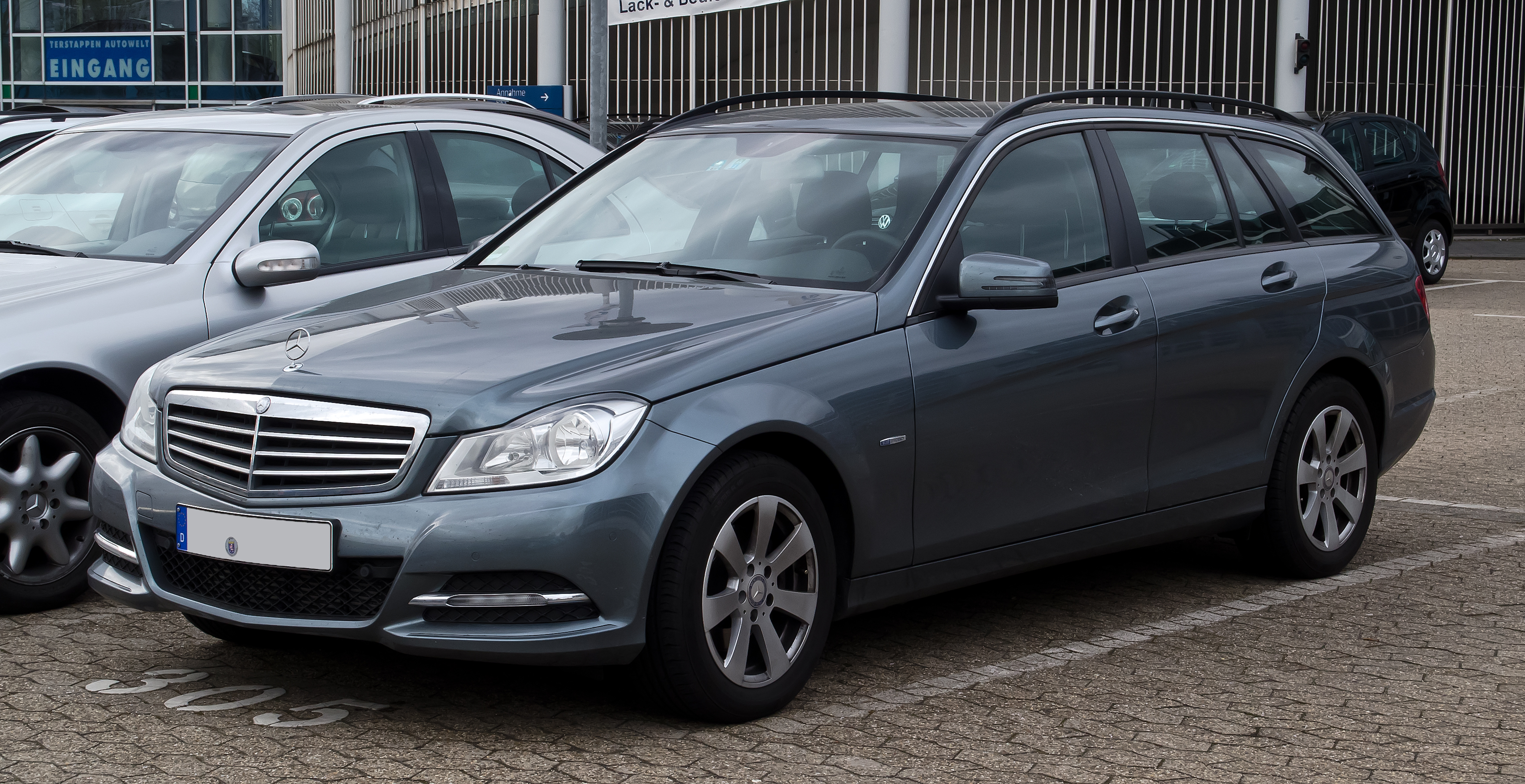
C 220 CDI BlueEFFICIENCY T-Modell in Serienausstattung (2011–2014)
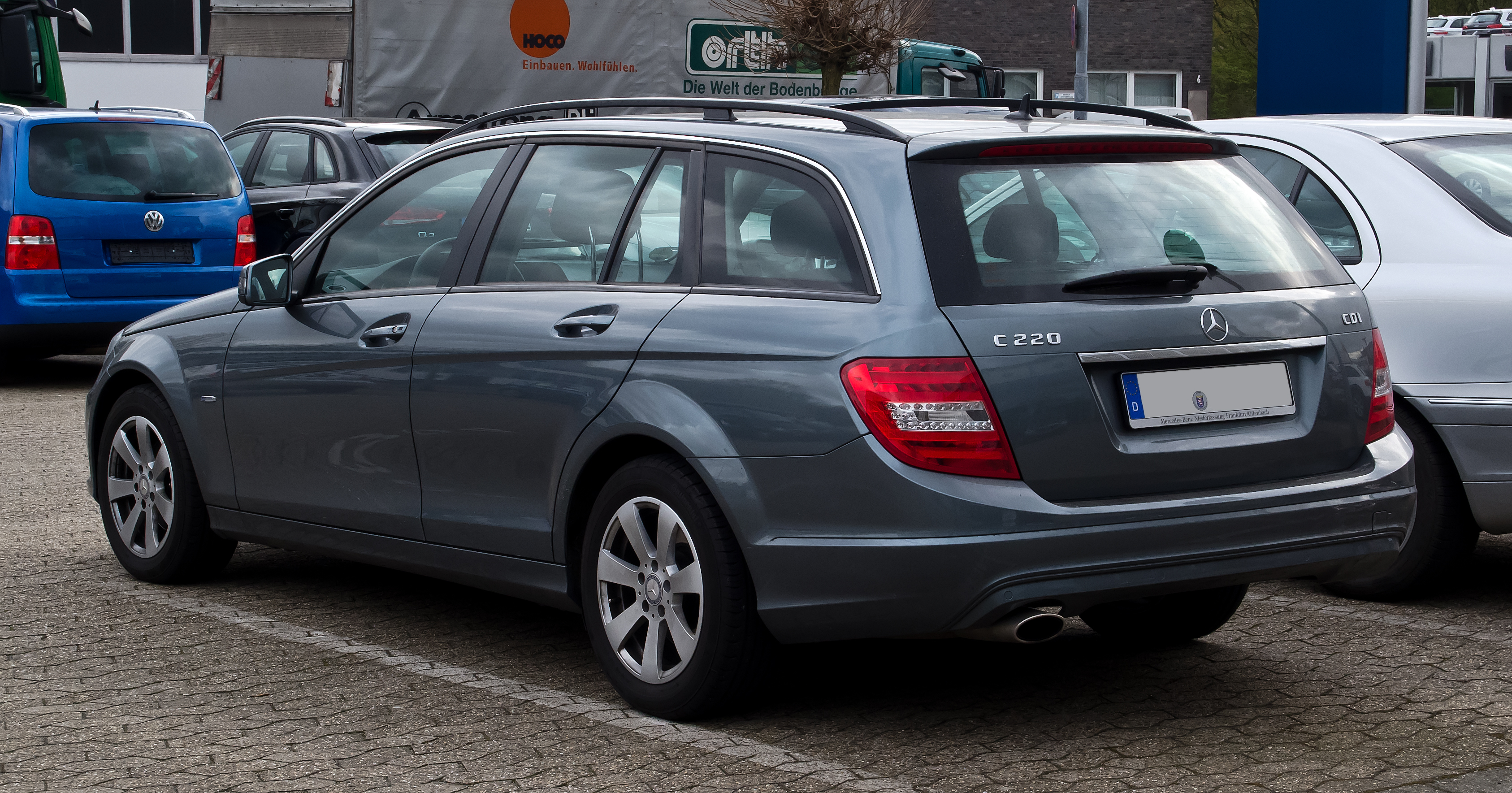
Heckansicht
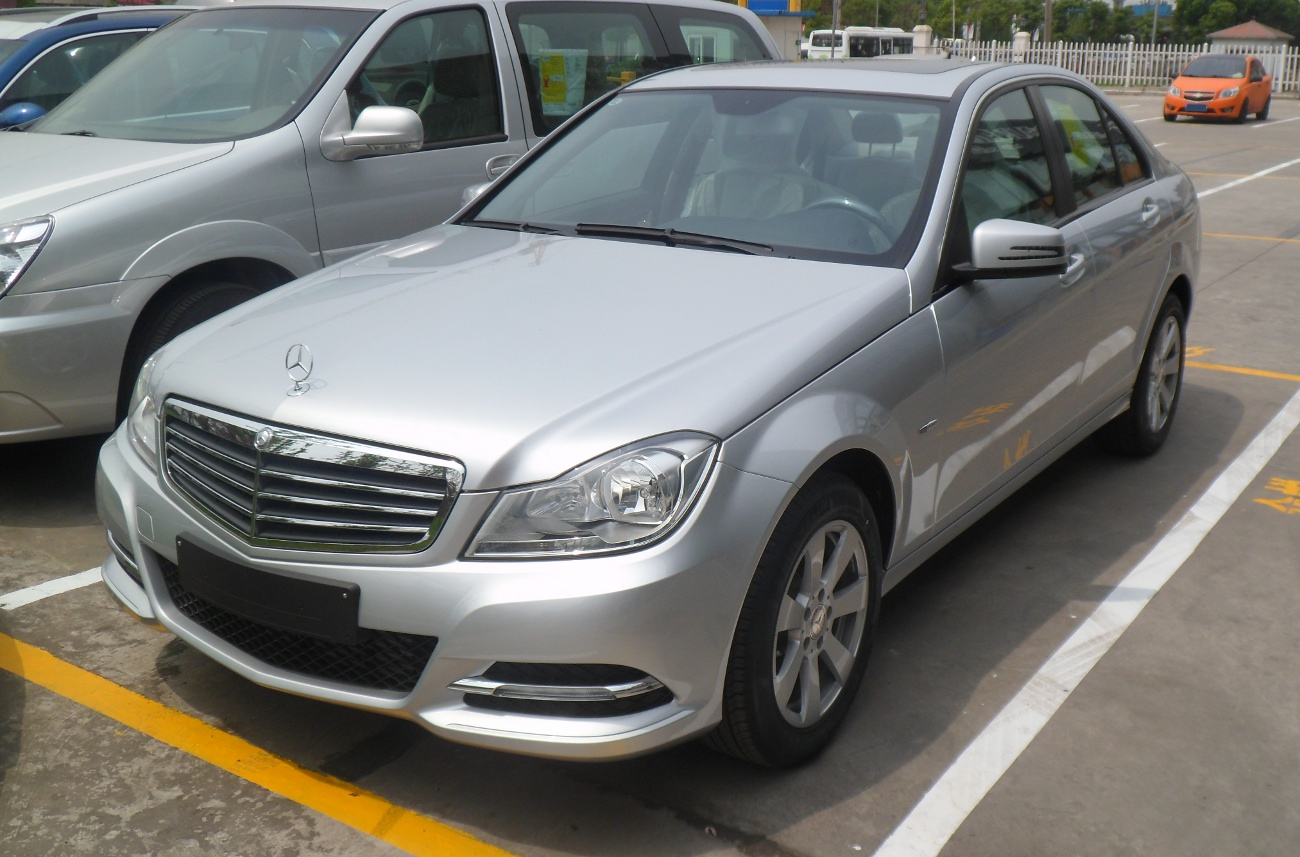
C-Klasse Limousine (2011–2014)
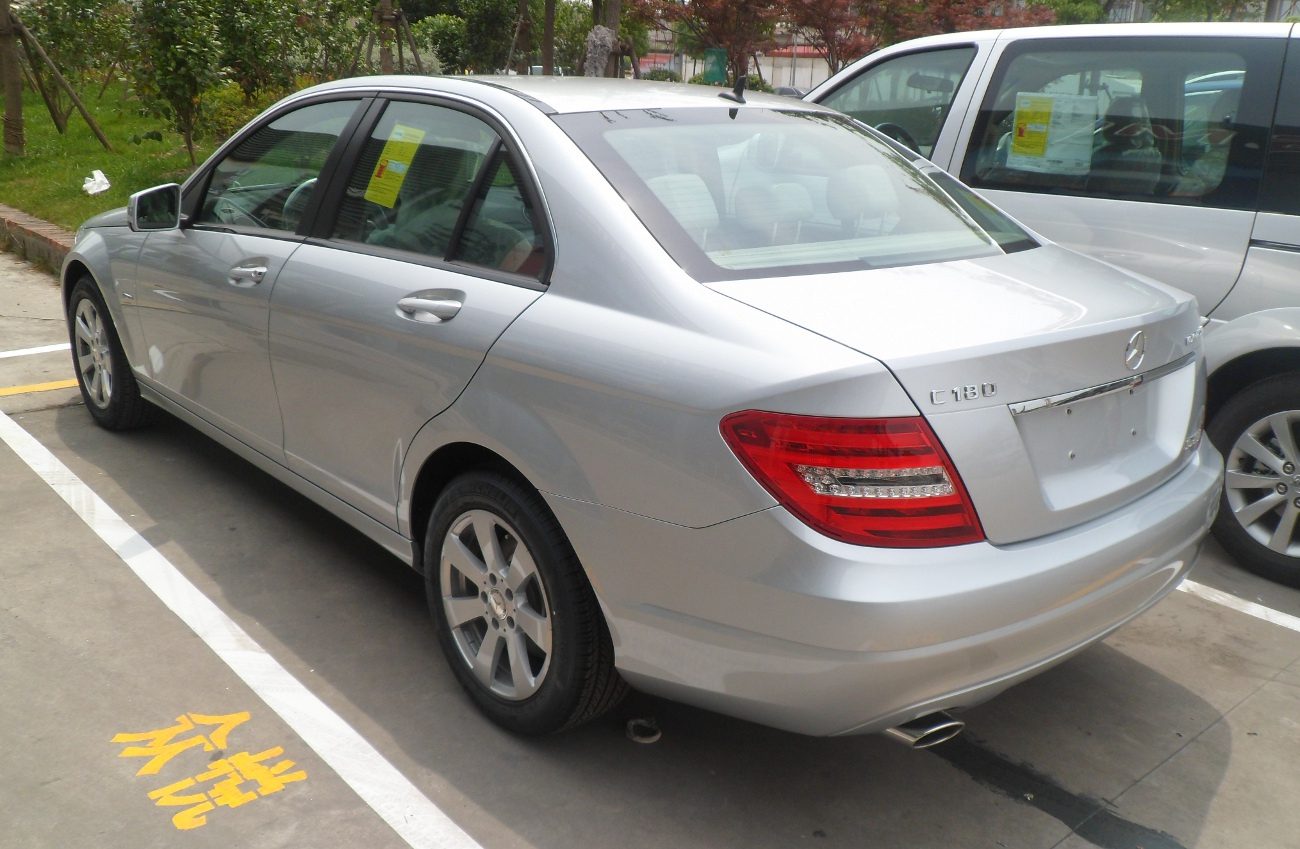
Heckansicht

### Coupé (C 204)
Auf dem Genfer Autom-Salon 2011 wurde eine weitere Variante der Baureihe 204 vorgestellt. Dabei handelt es sich um ein Coupé, das die CLC-Klasse ablöst und am 4. Juni 2011 auf den deutschen Markt kam.
Es basiert auf der gewöhnlichen C-Klasse, ist vier Zentimeter flacher als diese und wird im Mercedes-Benz-Werk in Bremen produziert. Zum Marktstart gab es drei Ottomotoren (den C 180 BlueEFFICIENCY, C 250 BlueEFFICIENCY und den C 350 BlueEFFICIENCY) und zwei Dieselmodelle (C 220 CDI BlueEFFICIENCY und C 250 CDI BlueEFFICIENCY). Die beiden stärkeren Ottomotoren haben serienmäßig die 7G-Tronic Plus. Sie ist für die übrigen Modelle, die serienmäßig ein Sechsgang-Schaltgetriebe haben, gegen Aufpreis erhältlich.
Alle Modelle sind mit einer Start-Stopp-Automatik ausgestattet. Der Innenraum entspricht weitestgehend dem der Limousine. Das Coupé hat die Sitze des E-Klasse Coupés und das Lenkrad der CLS-Klasse. Im Gegensatz zu den anderen Coupés von Mercedes-Benz hat dieses Modell eine B-Säule und feststehende, nicht zu öffnende hintere Seitenfenster. Die AMG-Version folgt zeitgleich im Juni. Zum Marktstart des Coupés bot Mercedes-Benz das Sondermodell Edition 1 an. Dieses umfasst unter anderem das Sport-Paket AMG sowie ein Style-Paket für den Innenraum und zwei optionale Sonderlackierungen.
Im Sommer 2011 präsentierte Mercedes-Benz auch das C 63 AMG Coupé Black Series, das mit einem noch sportlicheren Fahrwerk und geänderten Karosserieteilen ausgestattet ist und eine Leistung von 380 kW (517 PS) hat. Es erschien im Januar 2012. Einen Tag nach der Bestellfreigabe am 28. November 2011 war das gesamte Kontingent von 600 Fahrzeugen ausverkauft.

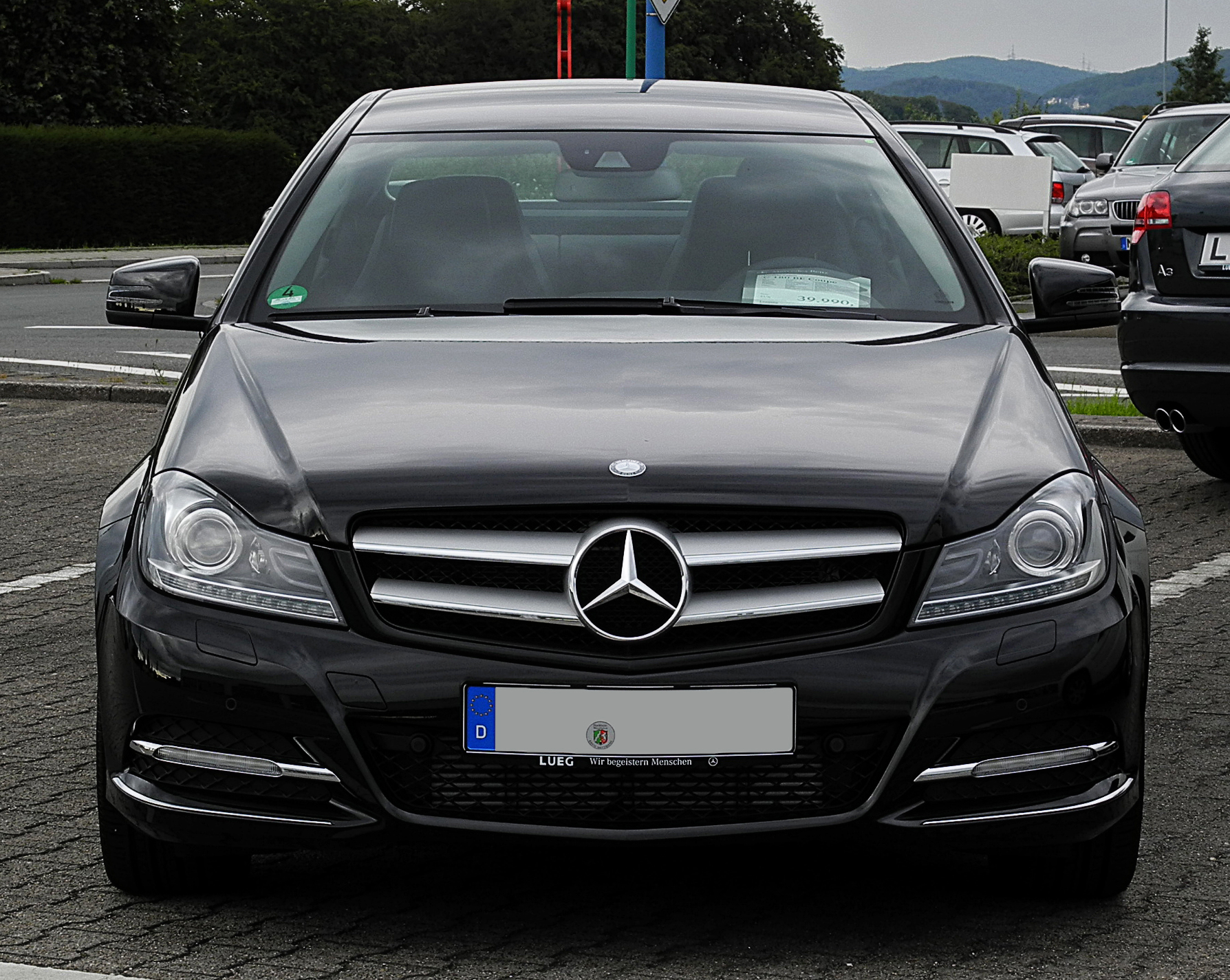
C 180 BlueEFFICIENCY Coupé (2011–2015)
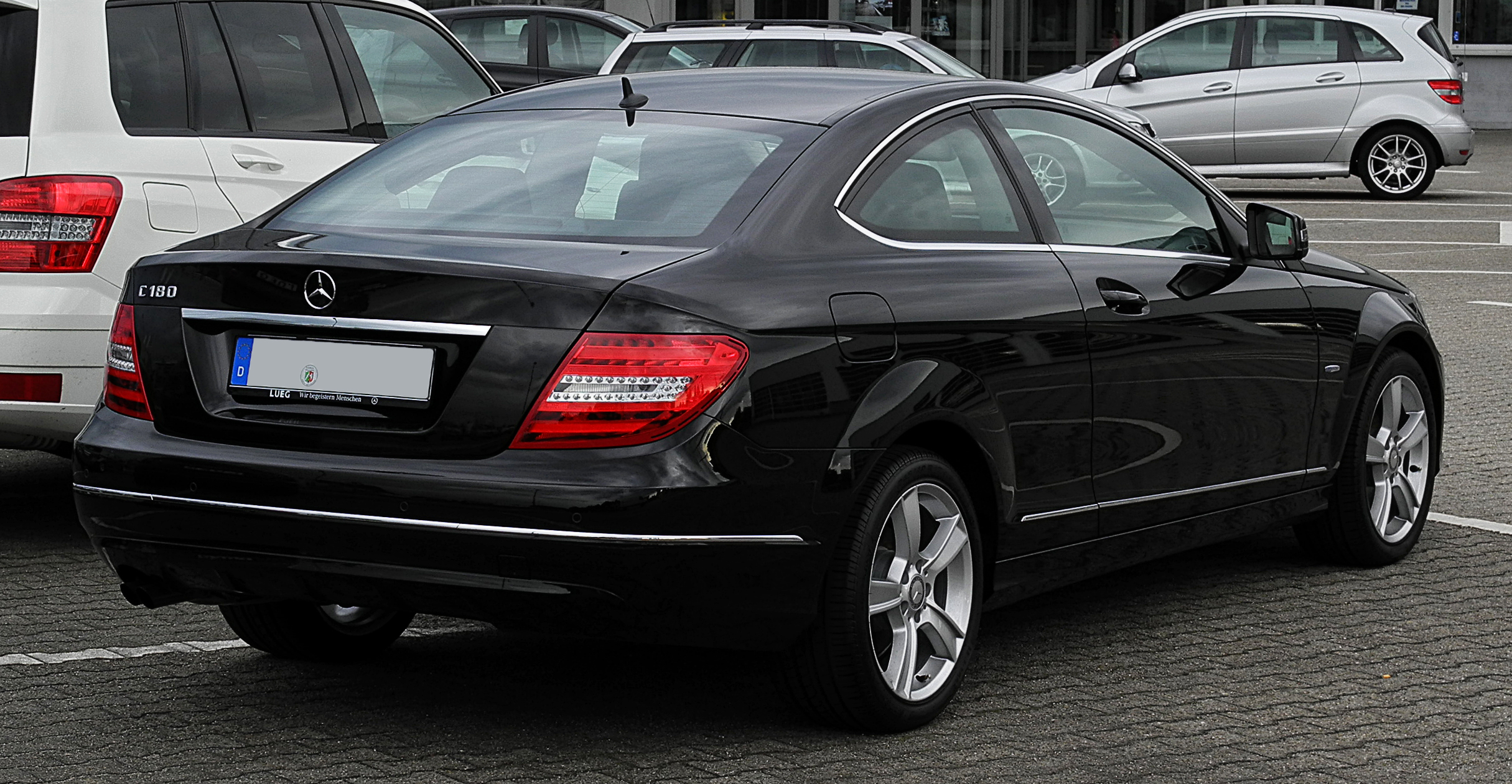
Heckansicht
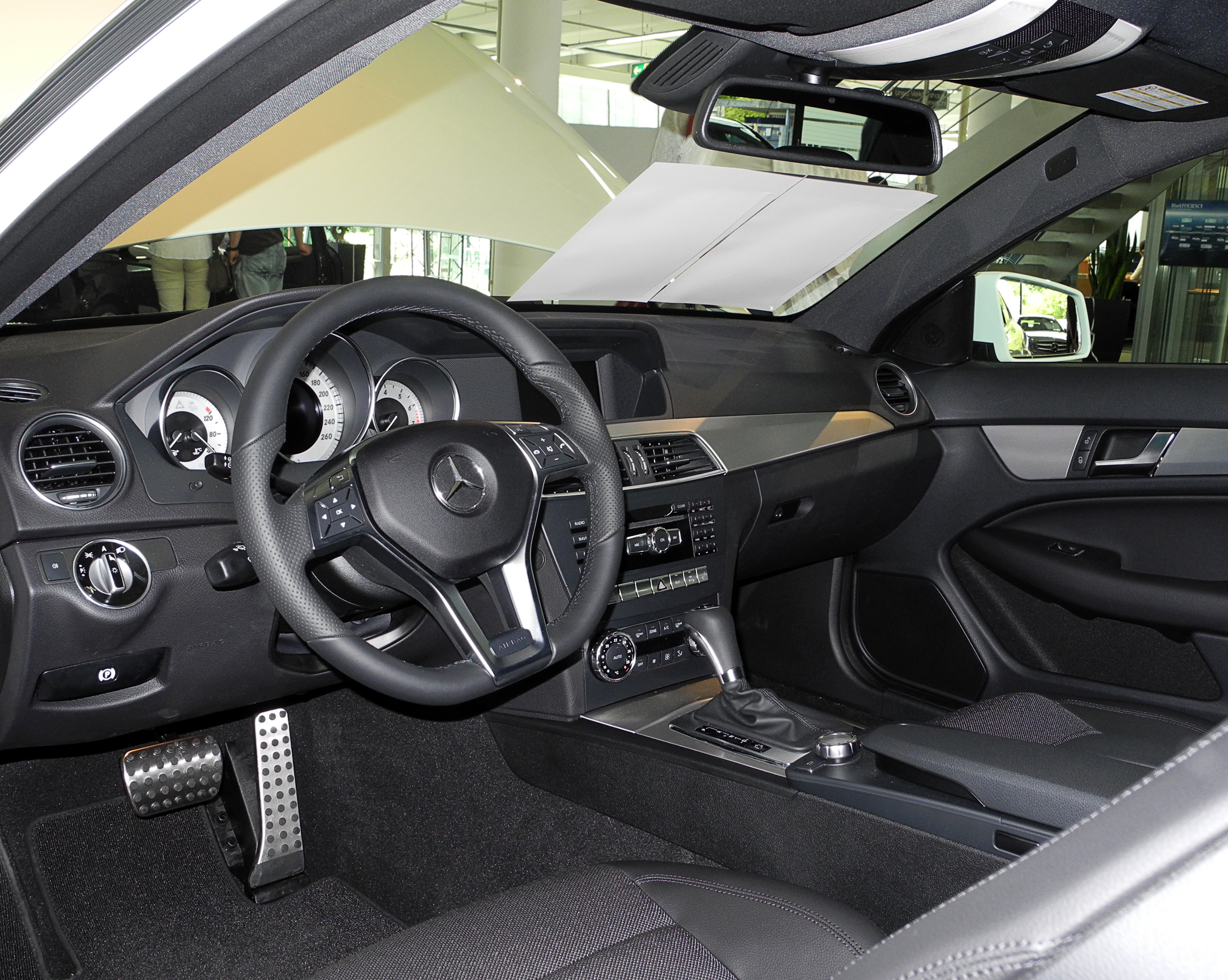
Cockpit eines C 204 mit optionalem Sport-Paket AMG (2011–2015)
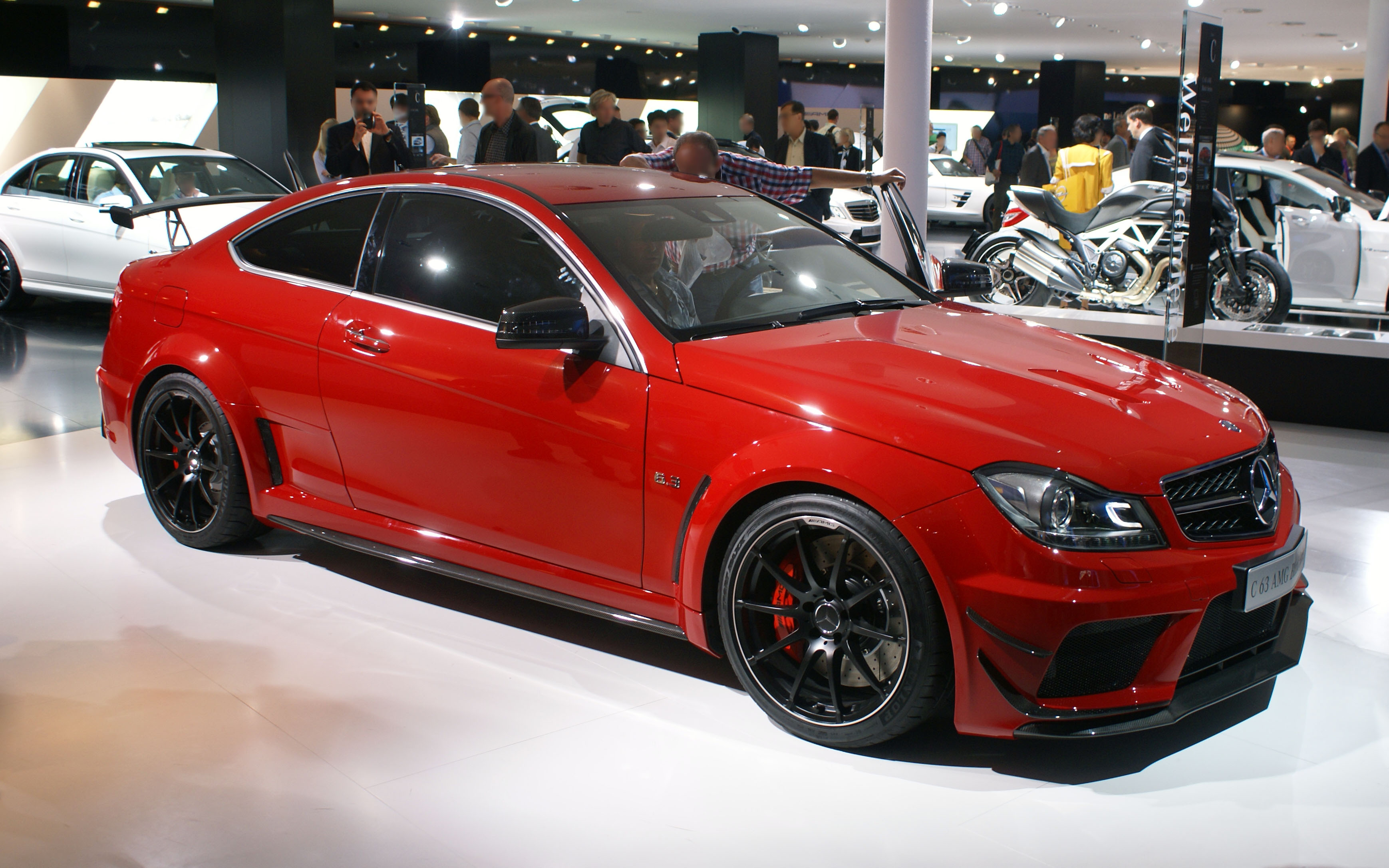
C 63 AMG Coupé Black Series

## Modellhistorie
Seit Juli 2007 ist der permanente Allradantrieb 4MATIC für alle Sechszylinder lieferbar. Die Siebengang-Automatik 7G-TRONIC ist in der C-Klasse für alle Sechszylinder lieferbar; für die Vierzylinder ist weiterhin die bekannte Fünfgang-Automatik erhältlich.
Seit 2008 wurde die Farbkombination beim Elegance mit der bisher beigen Ausstattung geändert, vom hellbeigen Armaturenbrett auf braun. Seit April 2008 gibt es die Modelle C 180 und C 200 CDI BlueEFFICIENCY. Außerdem erhalten ab 08/2008 alle C-Klasse-Modelle neu entworfene Seitenspiegel mit LED-Technik, die aerodynamischer sind. Seit Ende 2008 eine völlig neue Vierzylinderdiesel-Generation (Motorenbaureihe OM 651). Diese verfügt u. a. über eine zweistufige Turboaufladung. Die Leistung des C 200 CDI BlueEFFICIENCY beträgt 100 kW (136 PS) und 360 Nm, der C 220 CDI BlueEFFICIENCY verfügt weiterhin über 125 kW (170 PS) und 400 Nm und der C 250 CDI BlueEFFICIENCY hat 150 kW (204 PS) und 500 Nm. Diese Modelle sind mit Fünfgang-Automatik 5G-TRONIC erhältlich, der C 250 CDI 4MATIC BlueEFFICIENCY auch mit Siebengang-Automatik (7G-TRONIC). Seit Ende 2008 ist der C 350 CGI BlueEFFICIENCY mit 215 kW (292 PS) und 365 Nm erhältlich.
Seit Oktober 2009 gibt es LED-Tagfahrlicht in Verbindung mit Bi-Xenon und ILS anstelle der Nebelscheinwerfer, das dem der S-Klasse nach der Modellpflege ähnelt. Beim ILS fehlt mithin die Funktion Abbiegelicht.
Seit Anfang 2010 sind alle Vierzylinder nur noch als CGI mit Euro-5-Einstufung lieferbar. Seit April 2010 sind der C 180 Kompressor BlueEFFICIENCY und der C 200 Kompressor nicht mehr lieferbar: Fortan gibt es den C 180 CGI BlueEFFICIENCY und C 200 CGI BlueEFFICIENCY mit 6-Gang-Handschaltung und Start-Stopp-Automatik.
Im März 2011 war die große Modellpflege und für alle Vierzylinder Modelle kam anstatt der 5-Gang-Automatik das 7-Gang-Automatikgetriebe 7G-Tronic Plus.
Seit Januar 2012 gelangt das C 63 AMG Coupé Black Series mit einer Leistung von 380 kW (517 PS) in den Verkauf. Seit April 2012 wird der C 180 BlueEFFICIENCY mit einer neuen Motorengeneration ausgestattet. Der Hubraum wurde auf 1,6 Liter reduziert, die Leistung blieb gleich, während der Verbrauch auf 5,8 l Super auf 100 km gesenkt wurde. Außerdem wird im Coupé fortan auch der C 200 BlueEFFICIENCY angeboten.
Ab Juni 2012 wurden Kombi- und Tempomathebel neu angeordnet. Beide tauschen mit dem neuen Modelljahr die Position, so dass der Kombischalter nun über dem Tempomathebel angeordnet ist. Seit Oktober 2012 wird ein Spritsparmodell auf Basis des C 220 CDI BlueEFFICIENCY angeboten. Der Verbrauch wird mit 4,1 Litern Diesel bei Limousine und Coupé sowie mit 4,3 Litern Diesel beim T-Modell angegeben.
Im Mai 2013 entfällt die Bezeichnung BlueEFFICIENCY und ab Juni 2013 wird der C 220 CDI 4MATIC BlueEFFICIENCY angeboten.

## Testreihen
Mit verschiedenen Fahrzeugen der Baureihe 204 absolvierte die damalige Daimler AG 24 Millionen Testkilometer.

## Ausstattungslinien
Die neue C-Klasse übernimmt teilweise die leistungsgesteigerten Motoren des bisherigen Modells und teilweise die Triebwerke aus der größeren E-Klasse. Auch die Baureihe 204 ist in verschiedenen Ausstattungsvarianten verfügbar: Classic ist die Serienausstattung für den europäischen Markt und Avantgarde und Elegance sind höherwertige Ausstattungslinien, die serienmäßig waren für die Motorisierungen C 350, C 350 CGI, C 320 CDI und C 350 CDI.
Die Baureihe 204 hat zwei unterschiedliche Frontpartien: Bei der Variante Avantgarde und den AMG-Versionen kommt der sportliche Kühlergrill mit integriertem Stern zum Einsatz. Bei der Serienversion und Elegance ist der Chromgrill mit frei stehendem Mercedes-Stern auf der Motorhaube verwendet.
Für alle Ausstattungsvarianten gibt es ein AMG-Sportpaket. Avantgarde ist Serienausstattung beim C 63 AMG.
Ab 2009 gab es auch eine Special Edition mit zusätzlicher Ausstattung: AGILITY CONTROL, ADAPTIVE BRAKE, BlueEFFICIENCY und Intelligent Light System, 17-Zoll-Leichtmetallräder im 5-Speichen-Design.
Für den nordamerikanischen Markt waren vorerst nur vier Modellvarianten verfügbar: Der C 300 Sport Sedan entspricht dem europäischen C 280 Avantgarde mit Sportpaket AMG, der C 300 Luxury Sedan entspricht dem C 280 Elegance mit erweiterter Serienausstattung, der C 350 Sport Sedan entspricht dem C 350 Avantgarde mit Sportpaket AMG und der C 63 AMG.
Für den japanischen Markt waren folgende Motorvarianten verfügbar (2007–2009): der C 200 Kompressor (Elegance serienmäßig), der C 250 (entspricht dem C 230, Elegance serienmäßig) und der C 300 (entspricht dem C 280, Avantgarde & Sportpaket AMG serienmäßig).

Von 2009 bis 2011 waren für den japanischen Markt dann folgende Motorvarianten verfügbar: der C 200 CGI BlueEFFICIENCY, der C 250 CGI BlueEFFICIENCY (Elegance serienmäßig), der C 300 (Avantgarde serienmäßig) und der C 63 AMG.

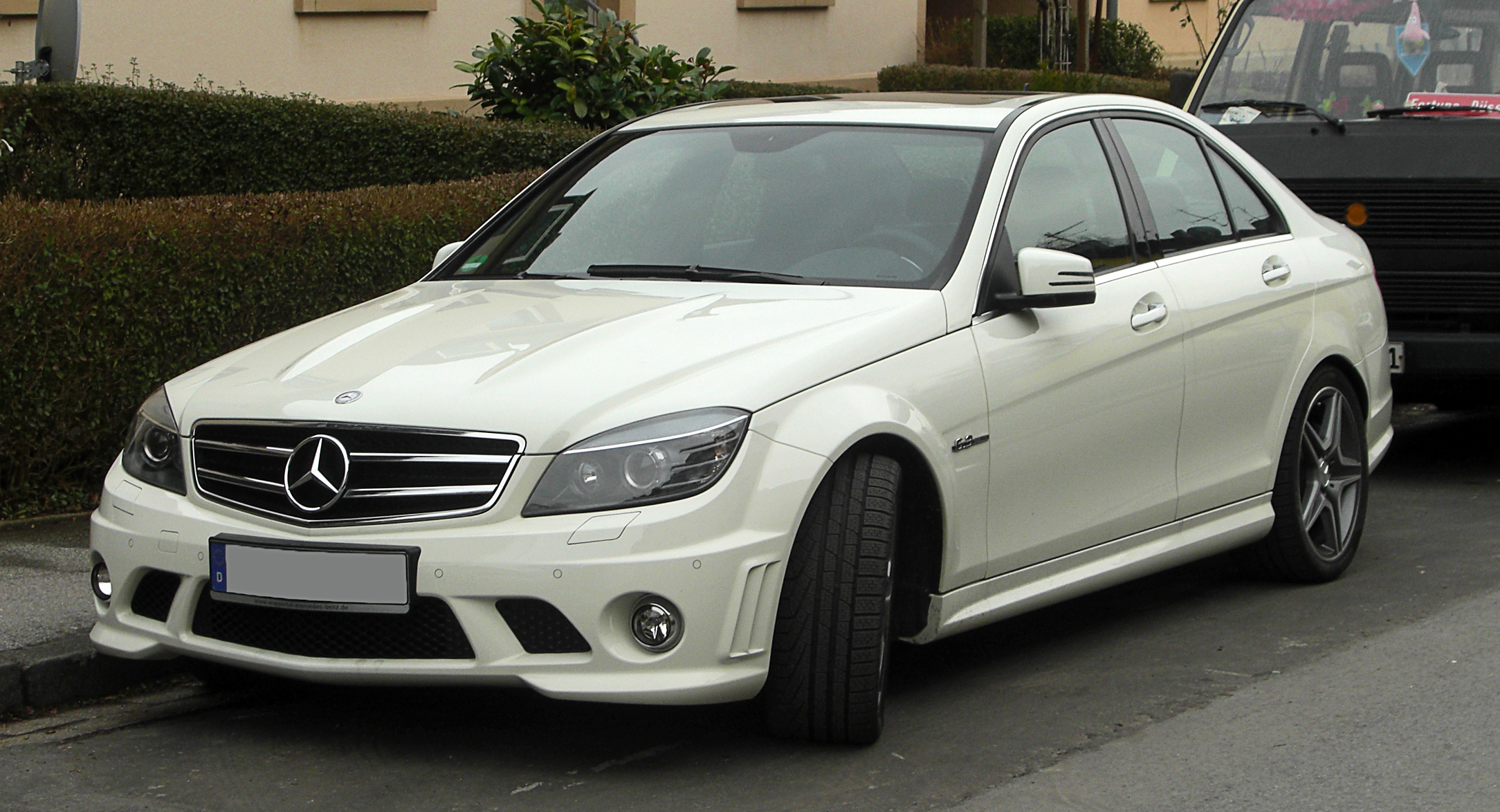
Mercedes-Benz C 63 AMG (2007–2011)
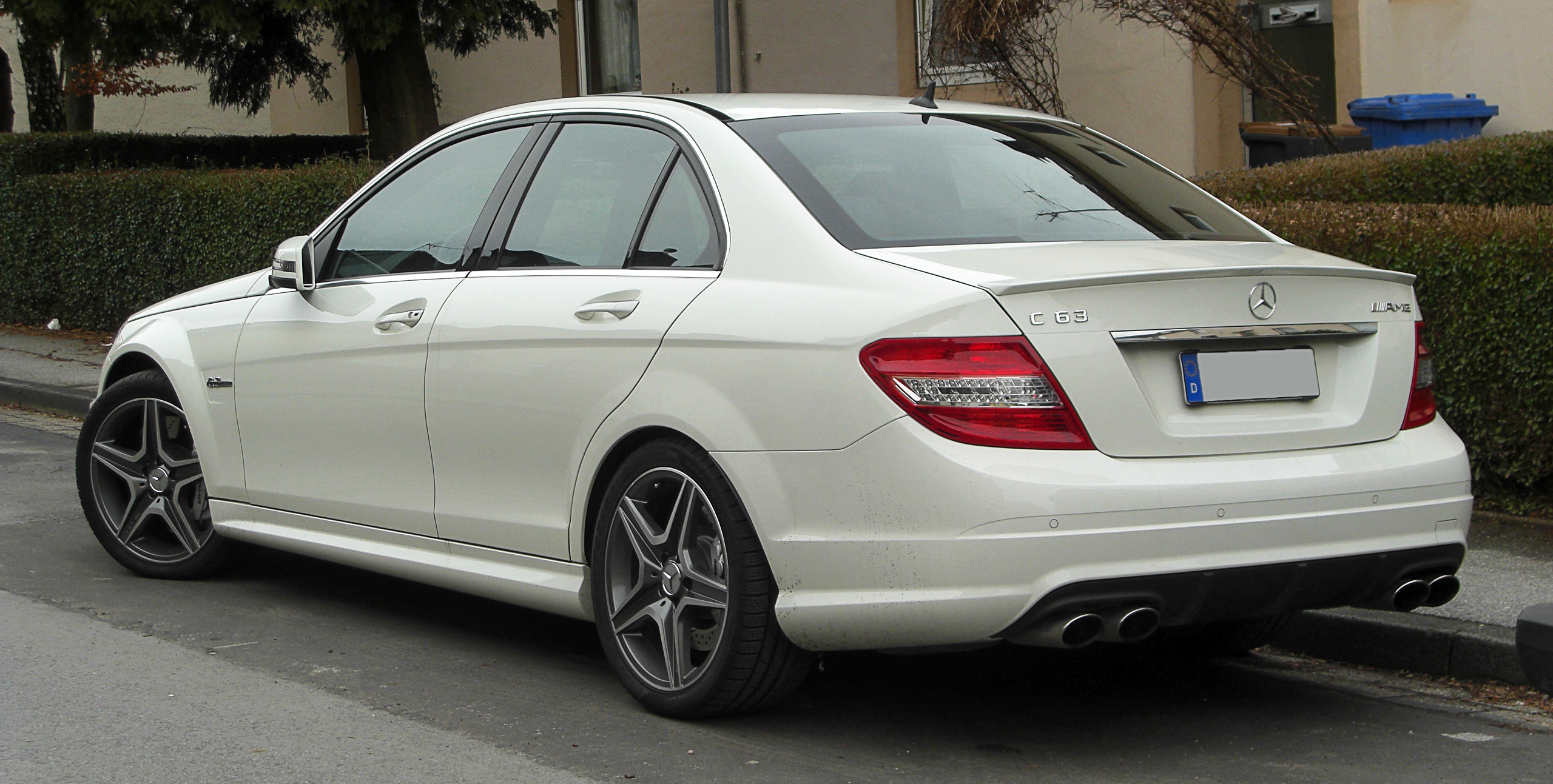
Heckansicht
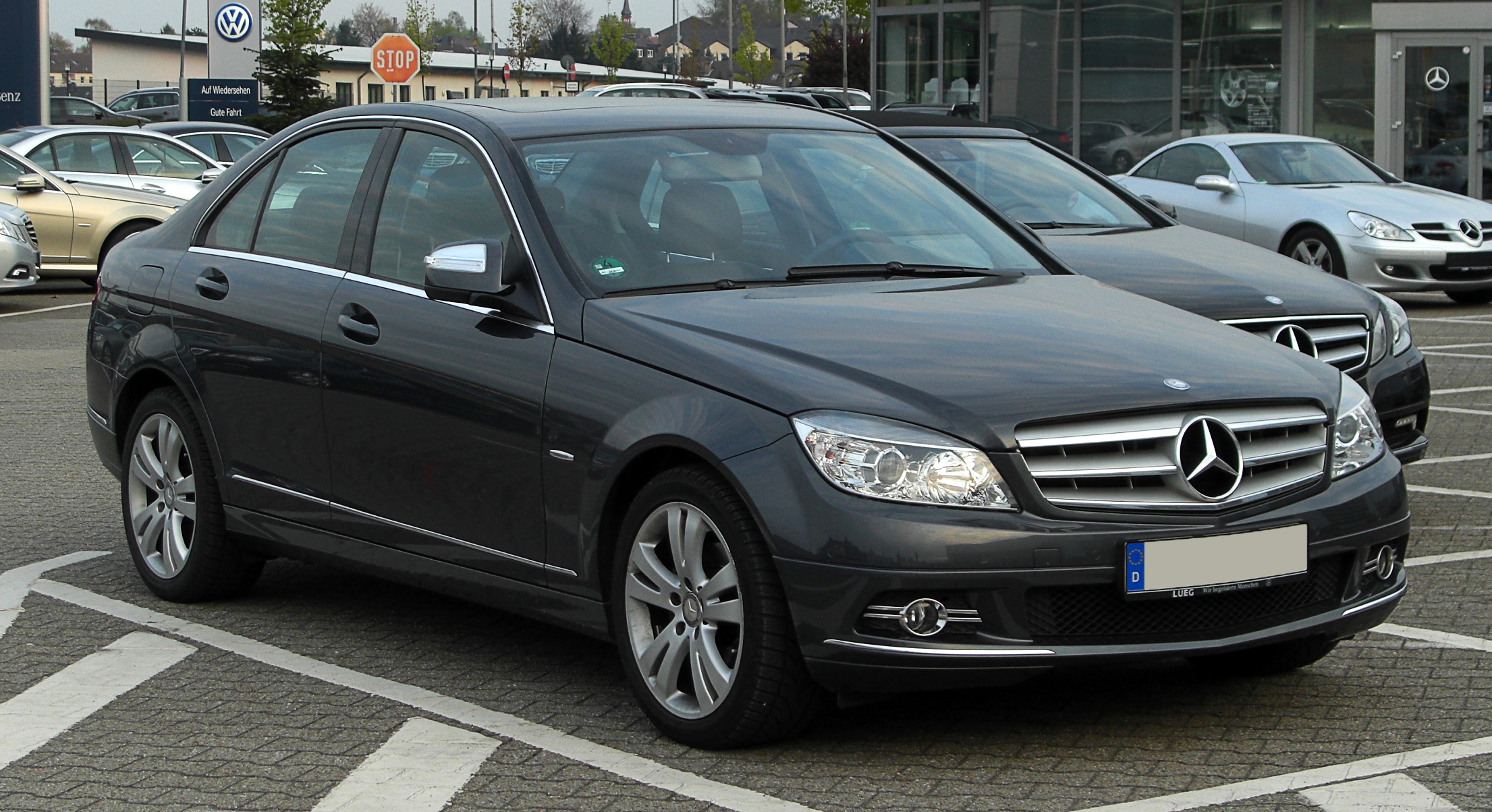
C 180 Kompressor Avantgarde (2007–2011)
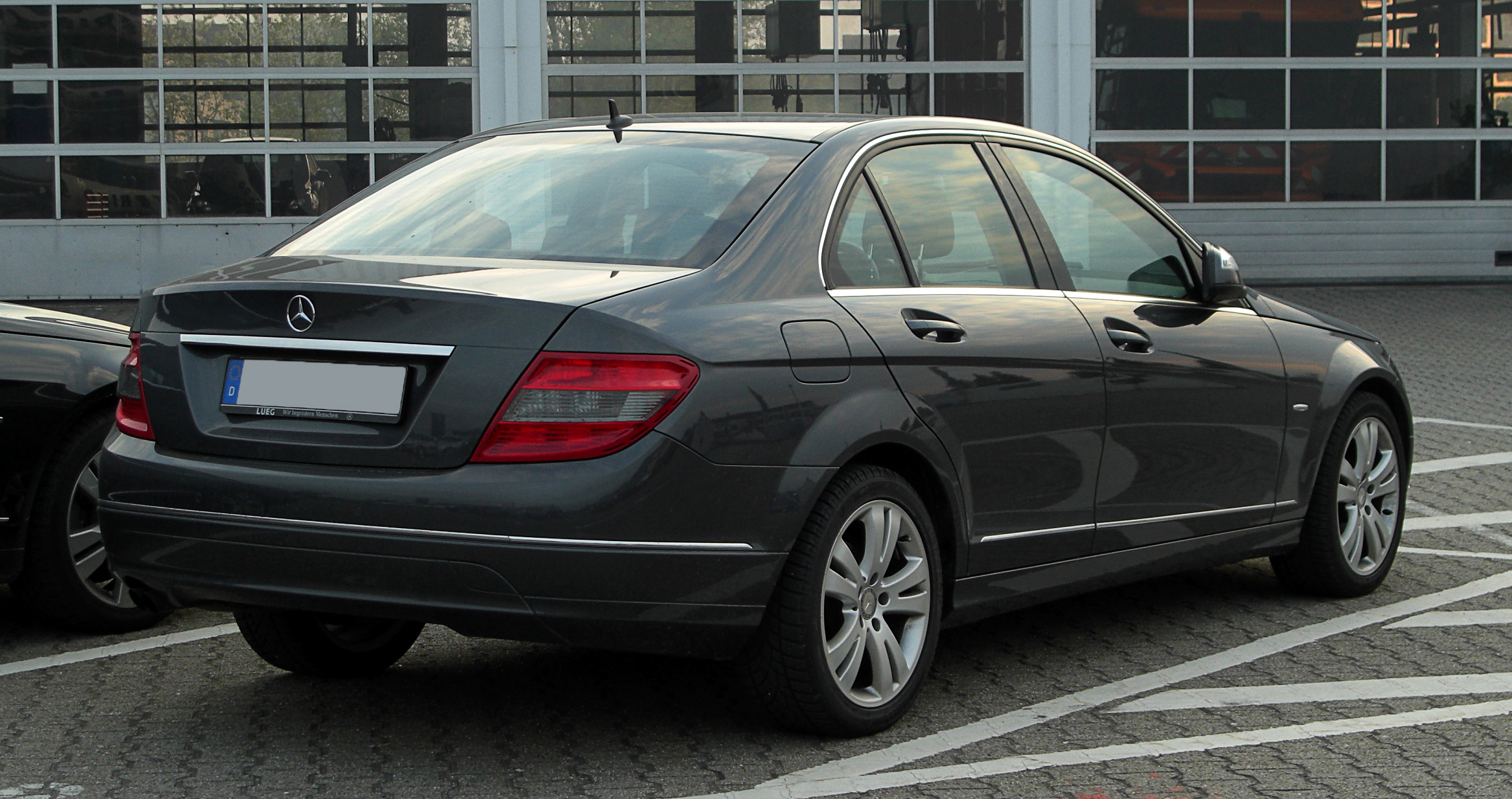
Heckansicht
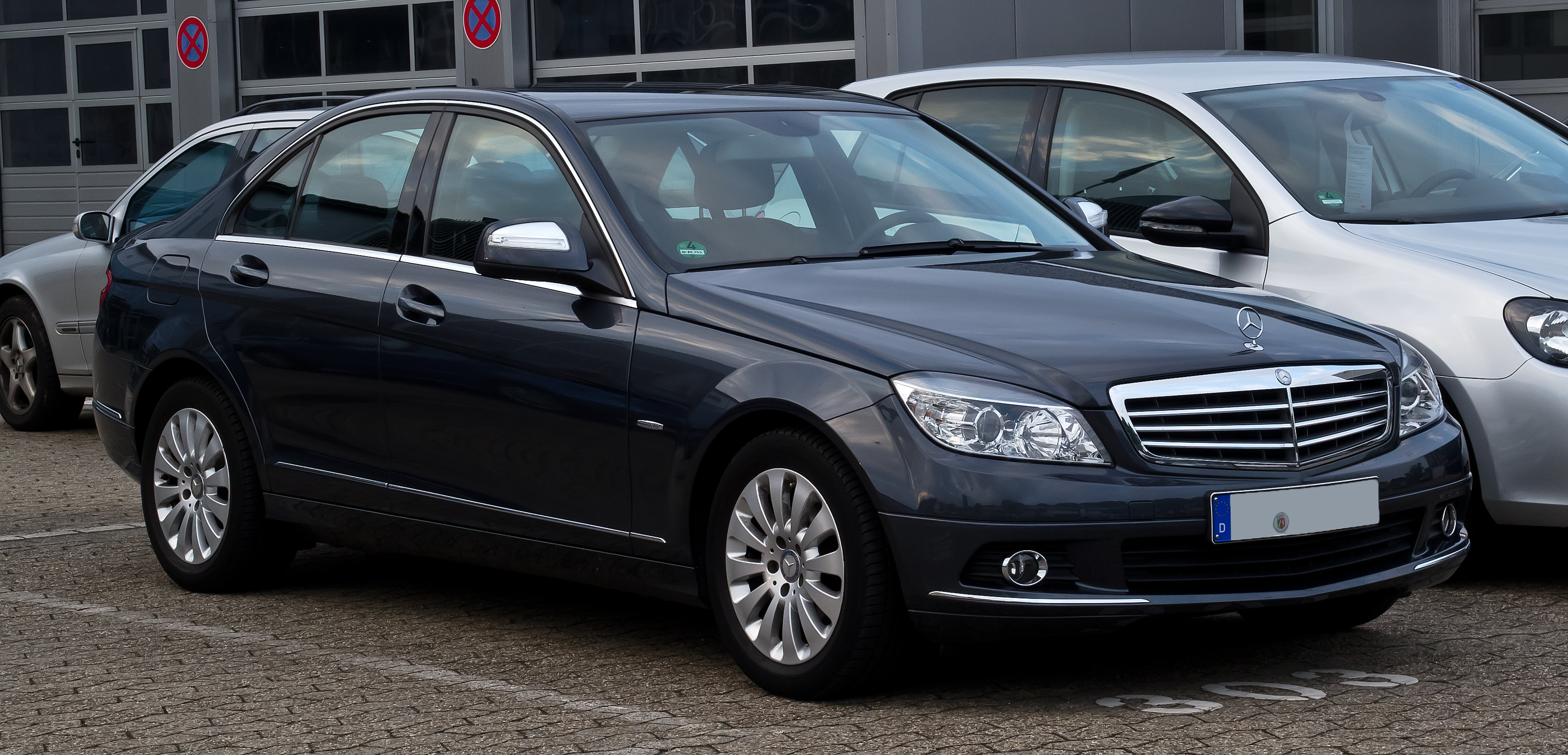
C 180 Kompressor Elegance (2007–2011)
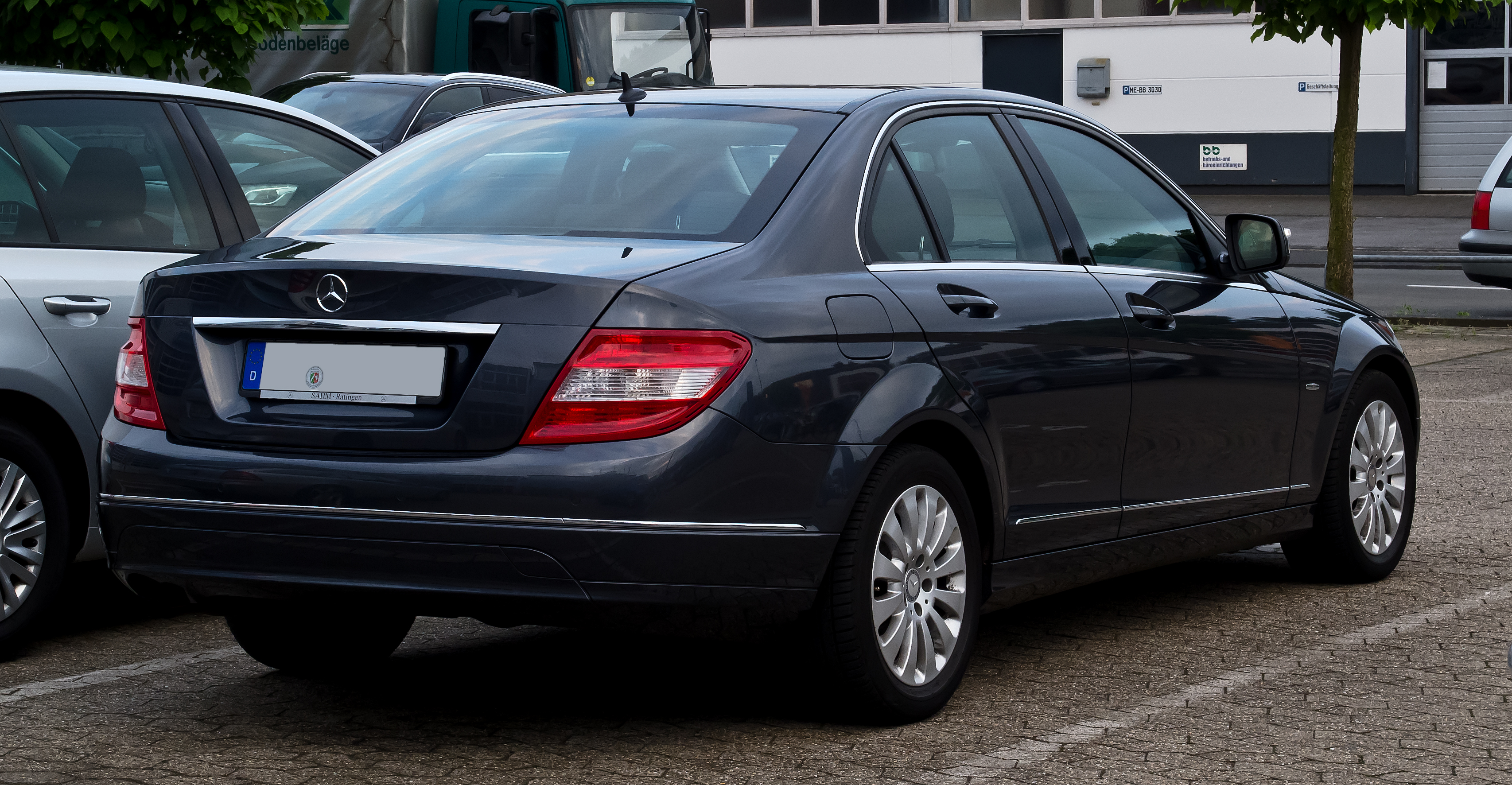
Heckansicht
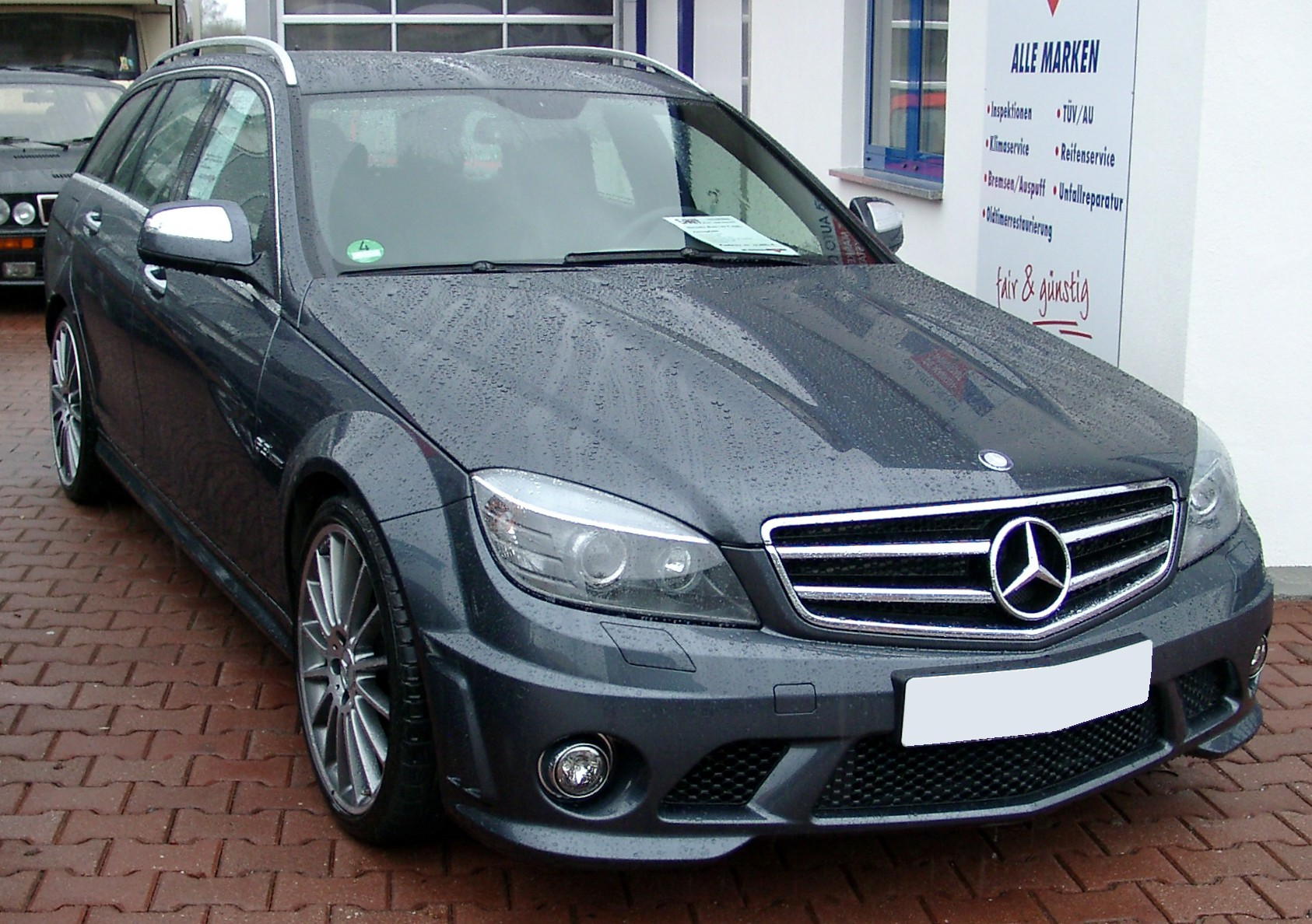
C 63 AMG T-Modell (2007–2011)
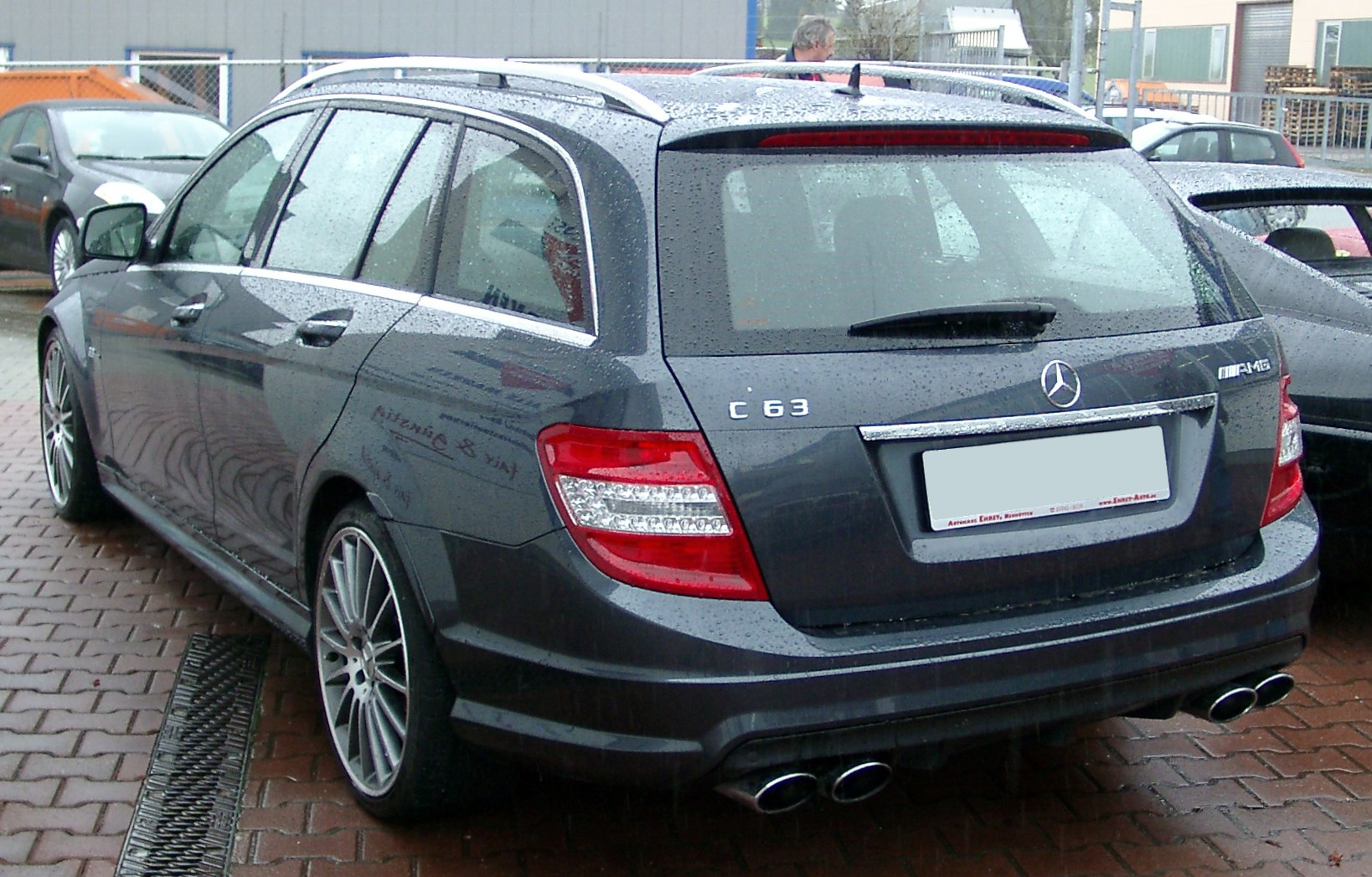
Heckansicht
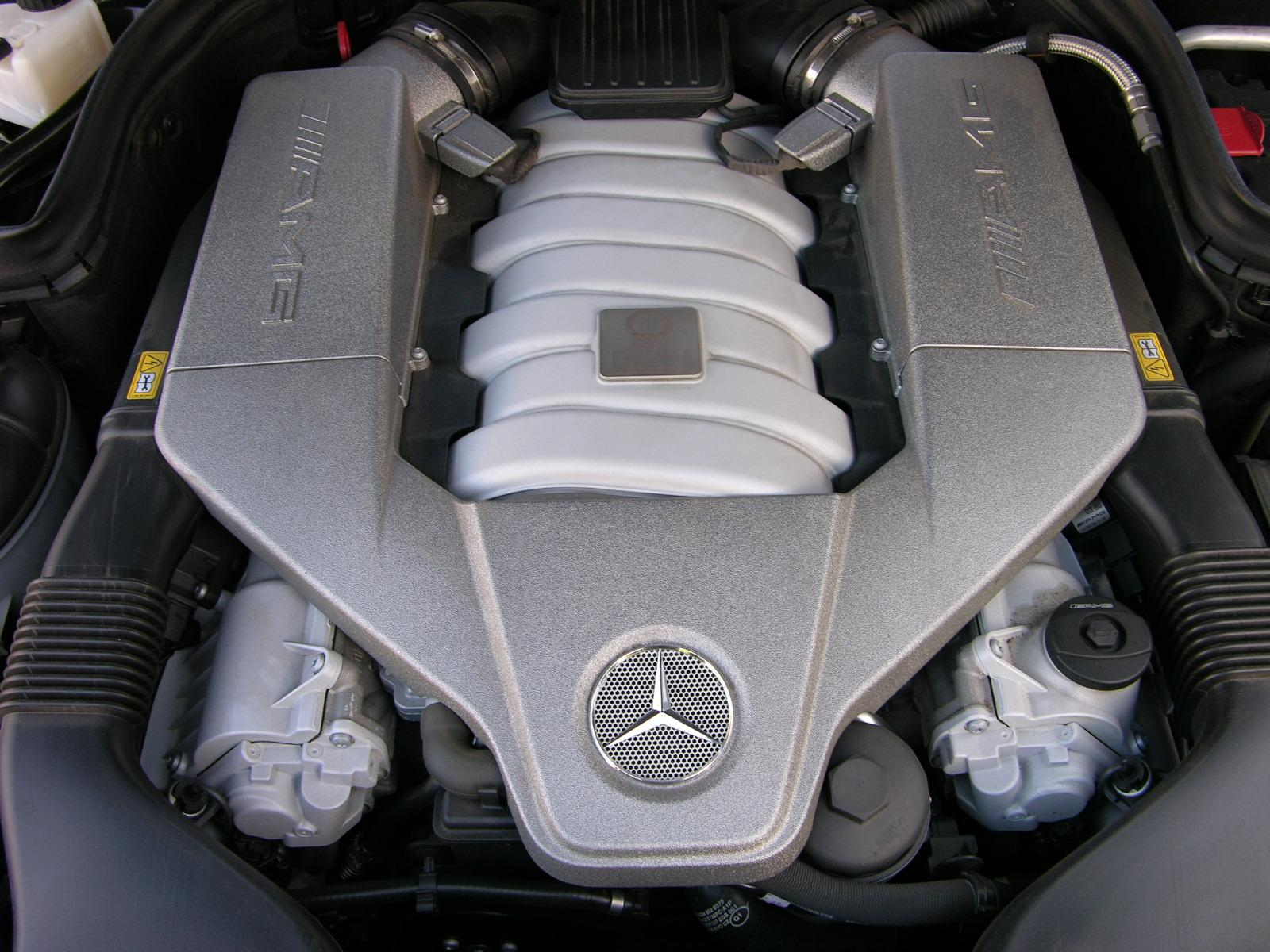
Motor eines C 63 AMG

## Technische Daten

### Vierzylinder-Ottomotoren
| Kenngrößen                                  | C 180 Kompressor BlueEFFICIENCY     | C 180 Kompressor                    | C 180 CGI BlueEFFICIENCY            | C 180 (1)                           | C 200 Kompressor                    | C 200 (1)                           | C 250 (1)                    |
| ------------------------------------------- | ----------------------------------- | ----------------------------------- | ----------------------------------- | ----------------------------------- | ----------------------------------- | ----------------------------------- | ---------------------------- |
| Bauzeitraum                                 | 04/2008–04/2010                     | 03/2007–10/2008                     | 11/2009–04/2012                     | 04/2012–06/2015                     | 03/2007–04/2010                     | 11/2009–06/2015                     | 06/2009–06/2015              |
| Motorkenndaten                              |                                     |                                     |                                     |                                     |                                     |                                     |                              |
| Motorbezeichnung *                          | M 271 KE 16 ML red.                 | M 271 KE 18 ML red.                 | M 271 DE 18 AL red.                 | M 274 DE 16 AL                      | M 271 KE 18 ML                      | M 271 DE 18 AL                      | M 271 DE 18 AL               |
| Motortyp                                    | R4-Ottomotor                        | R4-Ottomotor                        | R4-Ottomotor                        | R4-Ottomotor                        | R4-Ottomotor                        | R4-Ottomotor                        | R4-Ottomotor                 |
| Gemischaufbereitung                         | Saugrohreinspritzung                | Saugrohreinspritzung                | Direkteinspritzung                  | Direkteinspritzung                  | Saugrohreinspritzung                | Direkteinspritzung                  | Direkteinspritzung           |
| Motoraufladung                              | Kompressor                          | Kompressor                          | Turbolader                          | Turbolader                          | Kompressor                          | Turbolader                          | Turbolader                   |
| Hubraum                                     | 1597 cm³                            | 1796 cm³                            | 1796 cm³                            | 1595 cm³                            | 1796 cm³                            | 1796 cm³                            | 1796 cm³                     |
| max. Leistung                               | 115 kW (156 PS) bei 5200/min        | 115 kW (156 PS) bei 5200/min        | 115 kW (156 PS) bei 5300/min        | 115 kW (156 PS) bei 5300/min        | 135 kW (184 PS) bei 5500/min        | 135 kW (184 PS) bei 5250/min        | 150 kW (204 PS) bei 5500/min |
| max. Drehmoment                             | 230 Nm bei 2800–4500/min            | 230 Nm bei 2600–4600/min            | 250 Nm bei 1600–4200/min            | 250 Nm bei 1250–4000/min            | 250 Nm bei 2800–5000/min            | 270 Nm bei 1800–4600/min            | 310 Nm bei 2000–4300/min     |
| Kraftübertragung                            |                                     |                                     |                                     |                                     |                                     |                                     |                              |
| Antrieb, serienmäßig                        | Hinterradantrieb                    | Hinterradantrieb                    | Hinterradantrieb                    | Hinterradantrieb                    | Hinterradantrieb                    | Hinterradantrieb                    | Hinterradantrieb             |
| Getriebe, serienmäßig                       | 6-Gang-Schaltgetriebe               | 6-Gang-Schaltgetriebe               | 6-Gang-Schaltgetriebe               | 6-Gang-Schaltgetriebe               | 6-Gang-Schaltgetriebe               | 6-Gang-Schaltgetriebe               | 5G-Tronic/7G-Tronic Plus (3) |
| Getriebe, [ optional ]                      | [ 5G-Tronic ] (2)                   | [ 5G-Tronic ]                       | [ 5G-Tronic/7G-Tronic Plus ] (3)    | [ 7G-Tronic Plus ]                  | [ 5G-Tronic ] (2)                   | [ 5G-Tronic/7G-Tronic Plus ] (3)    | –                            |
| Messwerte                                   |                                     |                                     |                                     |                                     |                                     |                                     |                              |
| Höchstgeschwindigkeit                       |                                     |                                     |                                     |                                     |                                     |                                     |                              |
| Limousine                                   | 230 km/h [ 223 km/h ]               | 223 km/h [ 220 km/h ]               | 225 km/h [ 223 km/h ]               | 225 km/h [ 223 km/h ]               | 235 km/h [ 230 km/h ]               | 237 km/h [ 235 km/h ]               | 240 km/h                     |
| T-Modell                                    | 223 km/h [ 218 km/h ]               | 218 km/h [ 215 km/h ]               | 218 km/h [ 216 km/h ]               | 218 km/h [ 216 km/h ]               | 228 km/h [ 225 km/h ]               | 228 km/h [ 226 km/h ]               | 233 km/h                     |
| Coupé                                       | –                                   | –                                   | 225 km/h [ 223 km/h ]               | 225 km/h [ 223 km/h ]               | –                                   | 237 km/h [ 235 km/h ]               | 240 km/h                     |
| Beschleunigung, 0–100 km/h                  |                                     |                                     |                                     |                                     |                                     |                                     |                              |
| Limousine                                   | 9,5 s [ 9,9 s ]                     | 9,5 s [ 9,9 s ]                     | 9,0 s [ 8,9 s ]                     | 8,5 s [ 8,5 s ]                     | 8,6 s [ 8,8 s ]                     | 8,2 s [ 7,8 s ]                     | 7,2–7,4 s                    |
| T-Modell                                    | 9,8 s [ 10,2 s ]                    | 9,8 s [ 10,2 s ]                    | 9,2 s [ 9,1 s ]                     | 8,7 s [ 8,7 s ]                     | 8,8 s [ 9,0 s ]                     | 8,4 s [ 8,1 s ]                     | 7,4 s                        |
| Coupé                                       | –                                   | –                                   | 9,0 s [ 8,9 s ]                     | 8,5 s [ 8,5 s ]                     | –                                   | 8,2 s [ 7,8 s ]                     | 7,2 s                        |
| Kraftstoffverbrauch auf 100 km (kombiniert) |                                     |                                     |                                     |                                     |                                     |                                     |                              |
| Limousine                                   | 6,5–6,8 l Super [ 7,1–7,7 l Super ] | 7,4–7,6 l Super [ 7,6–7,8 l Super ] | 6,7–7,3 l Super [ 6,4–6,9 l Super ] | 5,8–6,4 l Super [ 5,8–6,3 l Super ] | 7,6–7,8 l Super [ 7,9–8,1 l Super ] | 6,6–7,2 l Super [ 6,4–6,9 l Super ] | 6,4–7,2 l Super              |
| T-Modell                                    | 6,9–7,4 l Super [ 7,5–7,9 l Super ] | 7,7–7,8 l Super [ 8,1–8,2 l Super ] | 6,8–7,5 l Super [ 6,6–7,0 l Super ] | 5,9–6,4 l Super [ 5,9–6,4 l Super ] | 7,8–8,0 l Super [ 8,1–8,3 l Super ] | 6,9–7,6 l Super [ 6,7–6,9 l Super ] | 6,7–6,9 l Super              |
| Coupé                                       | –                                   | –                                   | 6,7–7,3 l Super [ 6,5–7,0 l Super ] | 5,8–6,4 l Super [ 5,8–6,3 l Super ] | –                                   | 6,6–7,2 l Super [ 6,4–6,9 l Super ] | 6,5–7,0 l Super              |
| CO2-Emission (kombiniert)                   |                                     |                                     |                                     |                                     |                                     |                                     |                              |
| Limousine                                   | 155–162 g/km [ 169–183 g/km ]       | 177–182 g/km [ 180–185 g/km ]       | 157–169 g/km [ 148–160 g/km ]       | 136–149 g/km [ 136–147 g/km ]       | 180–185 g/km [ 180–185 g/km ]       | 154–168 g/km [ 150–161 g/km ]       | 150–161 g/km                 |
| T-Modell                                    | 164–176 g/km [ 179–187 g/km ]       | 183–185 g/km [ 192–194 g/km ]       | 160–176 g/km [ 155–163 g/km ]       | 139–150 g/km [ 139–149 g/km ]       | 184–189 g/km [ 193–198 g/km ]       | 160–177 g/km [ 155–162 g/km ]       | 155–162 g/km                 |
| Coupé                                       | –                                   | –                                   | 157–169 g/km [ 150–162 g/km ]       | 136–149 g/km [ 136–147 g/km ]       | –                                   | 154–168 g/km [ 150–161 g/km ]       | 152–163 g/km                 |
| Abgasnorm nach EU-Klassifikation            | Euro 4                              | Euro 4                              | Euro 5                              | Euro 6                              | Euro 4                              | Euro 5                              | Euro 5                       |

Werte in eckigen Klammern [ ] für Modelle mit Automatikgetriebe

### Sechs- und Achtzylinder-Ottomotoren
| Kenngrößen                                  | C 230                                   | C 280 (4MATIC) (5)                                    | C 300 (4MATIC)                                        | C 350 (4MATIC)                     | C 350 CGI BlueEFFICIENCY     | C 350 (4MATIC) (1)                 | C 63 AMG (6)                                                      | C 63 AMG Edition 507                    | C 63 AMG Coupé Black Series             |
| ------------------------------------------- | --------------------------------------- | ----------------------------------------------------- | ----------------------------------------------------- | ---------------------------------- | ---------------------------- | ---------------------------------- | ----------------------------------------------------------------- | --------------------------------------- | --------------------------------------- |
| Bauzeitraum                                 | 03/2007–06/2009                         | 03/2007–06/2009                                       | 06/2009–02/2011                                       | 03/2007–02/2011                    | 10/2008–02/2011              | 03/2011–06/2015                    | 07/2007–06/2015                                                   | 06/2013–06/2014                         | 01/2012–12/2012                         |
| Motorkenndaten                              |                                         |                                                       |                                                       |                                    |                              |                                    |                                                                   |                                         |                                         |
| Motorbezeichnung *                          | M 272 KE 25                             | M 272 KE 30                                           | M 272 KE 30                                           | M 272 KE 35                        | M 272 DE 35                  | M 276 DE 35                        | M 156 KE 63                                                       | M 156 KE 63                             | M 156 KE 63                             |
| Motortyp                                    | V6-Ottomotor                            | V6-Ottomotor                                          | V6-Ottomotor                                          | V6-Ottomotor                       | V6-Ottomotor                 | V6-Ottomotor                       | V8-Ottomotor                                                      | V8-Ottomotor                            | V8-Ottomotor                            |
| Gemischaufbereitung                         | Saugrohreinspritzung                    | Saugrohreinspritzung                                  | Saugrohreinspritzung                                  | Saugrohreinspritzung               | Direkteinspritzung           | Direkteinspritzung                 | Saugrohreinspritzung                                              | Saugrohreinspritzung                    | Saugrohreinspritzung                    |
| Motoraufladung                              | —                                       | —                                                     | —                                                     | —                                  | —                            | —                                  | —                                                                 | —                                       | —                                       |
| Hubraum                                     | 2496 cm³                                | 2996 cm³                                              | 2996 cm³                                              | 3498 cm³                           | 3498 cm³                     | 3498 cm³                           | 6208 cm³                                                          | 6208 cm³                                | 6208 cm³                                |
| max. Leistung                               | 150 kW (204 PS) bei 6100/min            | 170 kW (231 PS) bei 6000/min                          | 170 kW (231 PS) bei 6000/min                          | 200 kW (272 PS) bei 6000/min       | 215 kW (292 PS) bei 6400/min | 225 kW (306 PS) bei 6500/min       | 336 kW (457 PS) bei 6800/min [ 358 kW (487 PS) bei 6800/min ] (2) | 373 kW (507 PS) bei 6800/min            | 380 kW (517 PS) bei 6800/min            |
| max. Drehmoment                             | 245 Nm bei 2900–5500/min                | 300 Nm bei 2500–5000/min                              | 300 Nm bei 2500–5000/min                              | 350 Nm bei 2400–5000/min           | 365 Nm bei 3000–5100/min     | 370 Nm bei 3500/min                | 600 Nm bei 5000/min                                               | 610 Nm bei 5200/min                     | 620 Nm bei 5200/min                     |
| Kraftübertragung                            |                                         |                                                       |                                                       |                                    |                              |                                    |                                                                   |                                         |                                         |
| Antrieb, serienmäßig [ optional ]           | Hinterradantrieb                        | Hinterradantrieb [ Allradantrieb ]                    | Hinterradantrieb [ Allradantrieb ]                    | Hinterradantrieb [ Allradantrieb ] | Hinterradantrieb             | Hinterradantrieb [ Allradantrieb ] | Hinterradantrieb                                                  | Hinterradantrieb                        | Hinterradantrieb                        |
| Getriebe, serienmäßig [ optional ]          | 6-Gang-Schaltgetriebe [ 7G-Tronic ] (3) | 6-Gang-Schaltgetriebe [ 7G-Tronic ] (3)               | 6-Gang-Schaltgetriebe [ 7G-Tronic ] (3)               | 7G-Tronic (3)                      | 7G-Tronic (3)                | 7G-Tronic Plus (4)                 | AMG SPEEDSHIFT MCT 7-Gang-Sportgetriebe                           | AMG SPEEDSHIFT MCT 7-Gang-Sportgetriebe | AMG SPEEDSHIFT MCT 7-Gang-Sportgetriebe |
| Messwerte                                   |                                         |                                                       |                                                       |                                    |                              |                                    |                                                                   |                                         |                                         |
| Höchstgeschwindigkeit                       |                                         |                                                       |                                                       |                                    |                              |                                    |                                                                   |                                         |                                         |
| Limousine                                   | 240 km/h [ 233 km/h ]                   | 250 km/h (7) (243 km/h) [ 246 km/h ]                  | 250 km/h (7) (243 km/h) [ 246 km/h ]                  | 250 km/h (7) (250 km/h) (7)        | 250 km/h (7)                 | 250 km/h (7) (250 km/h) (7)        | 250 km/h (7) [ 280 km/h ] (2) (7)                                 | 280 km/h (7)                            | –                                       |
| T-Modell                                    | 232 km/h [ 227 km/h ]                   | 242 km/h [ 240 km/h ]                                 | 242 km/h [ 240 km/h ]                                 | 250 km/h (7)                       | –                            | 250 km/h (7)                       | 250 km/h (7) [ 280 km/h ] (2) (7)                                 | 280 km/h (7)                            | –                                       |
| Coupé                                       | –                                       | –                                                     | –                                                     | –                                  | –                            | 250 km/h (7)                       | 250 km/h (7) [ 280 km/h ] (2) (7)                                 | 280 km/h (7)                            | 300 km/h (7)                            |
| Beschleunigung, 0–100 km/h                  |                                         |                                                       |                                                       |                                    |                              |                                    |                                                                   |                                         |                                         |
| Limousine                                   | 8,4 s [ 8,6 s ]                         | 7,3 s (7,2 s) [ 7,2 s ]                               | 7,3 s (7,2 s) [ 7,2 s ]                               | 6,4 s (6,3 s)                      | 6,3 s                        | 6,0 s (6,0 s)                      | 4,5 s [ 4,4 s ] (2)                                               | 4,2 s                                   | –                                       |
| T-Modell                                    | 8,6 s [ 8,9 s ]                         | 7,5 s [ 7,5 s ]                                       | 7,5 s [ 7,5 s ]                                       | 6,5 s                              | –                            | 6,1 s                              | 4,6 s [ 4,5 s ] (2)                                               | 4,3 s                                   | –                                       |
| Coupé                                       | –                                       | –                                                     | –                                                     | –                                  | –                            | 6,0 s                              | 4,4 s [ 4,3 s ] (2)                                               | 4,2 s                                   | 4,2 s                                   |
| Kraftstoffverbrauch auf 100 km (kombiniert) |                                         |                                                       |                                                       |                                    |                              |                                    |                                                                   |                                         |                                         |
| Limousine                                   | 9,1–9,3 l Super [ 9,1–9,3 l Super ]     | 9,2–9,4 l Super (9,4–9,6 l Super) [ 9,2–9,4 l Super ] | 9,4–9,6 l Super (9,6–9,8 l Super) [ 9,4–9,6 l Super ] | 9,9–10,2 l Super (10,2 l Super)    | 8,3–8,9 l Super              | 6,8–7,0 l Super (7,4–7,6 l Super)  | 12,0 l Super                                                      | 12,0 l Super                            | –                                       |
| T-Modell                                    | 9,3–9,5 l Super [ 9,3–9,5 l Super ]     | 9,4–9,6 l Super [ 9,4–9,6 l Super ]                   | 9,6–9,8 l Super [ 9,6–9,8 l Super ]                   | 10,1–10,4 l Super                  | –                            | 7,1–7,3 l Super                    | 12,2 l Super                                                      | 12,2 l Super                            | –                                       |
| Coupé                                       | –                                       | –                                                     | –                                                     | –                                  | –                            | 6,8–7,0 l Super                    | 12,0 l Super                                                      | 12,0 l Super                            | 12,2 l Super                            |
| CO2-Emission (kombiniert)                   |                                         |                                                       |                                                       |                                    |                              |                                    |                                                                   |                                         |                                         |
| Limousine                                   | 216–221 g/km [ 217–222 g/km ]           | 220–225 g/km ( 224–229 g/km ) [ 219–224 g/km ]        | 220–225 g/km ( 224–229 g/km ) [ 219–224 g/km ]        | 223–239 g/km (239 g/km)            | 193–208 g/km                 | 159–164 g/km ( 174–178 g/km )      | 280 g/km                                                          | 280 g/km                                | –                                       |
| T-Modell                                    | 221–226 g/km [ 221–226 g/km ]           | 224–229 g/km [ 224–229 g/km ]                         | 224–229 g/km [ 224–229 g/km ]                         | 235–242 g/km                       | –                            | 165–170 g/km                       | 285 g/km                                                          | 285 g/km                                | –                                       |
| Coupé                                       | –                                       | –                                                     | –                                                     | –                                  | –                            | 159–164 g/km                       | 280 g/km                                                          | 280 g/km                                | 286 g/km                                |
| Abgasnorm nach EU-Klassifikation            | Euro 4                                  | Euro 4                                                | Euro 4                                                | Euro 4                             | Euro 5                       | Euro 5                             | Euro 5                                                            | Euro 5                                  | Euro 5                                  |

Werte in eckigen Klammern [ ] für Modelle mit Automatikgetriebe, in runden Klammern ( ) für Modelle mit Allradantrieb

### Vierzylinder-Dieselmotoren
| Kenngrößen                                  | C 180 CDI (1) (2)                                      | C 200 CDI                             | C 200 CDI BlueEFFICIENCY       | C 200 CDI (2)                                          | C 220 CDI                             | C 220 CDI (4MATIC) (2)                                   | C 220 CDI BlueEFFICIENCY Edition         | C 250 CDI (4MATIC) (2)                                   | C 250 CDI Sport                |
| ------------------------------------------- | ------------------------------------------------------ | ------------------------------------- | ------------------------------ | ------------------------------------------------------ | ------------------------------------- | -------------------------------------------------------- | ---------------------------------------- | -------------------------------------------------------- | ------------------------------ |
| Bauzeitraum                                 | 04/2010–03/2014                                        | 03/2007–06/2009                       | 04/2008–11/2009                | 11/2009–03/2014                                        | 03/2007–06/2009                       | 06/2009–06/2015                                          | 10/2012–06/2015                          | 10/2008–06/2015                                          | 06/2012–06/2015                |
| Motorkenndaten                              |                                                        |                                       |                                |                                                        |                                       |                                                          |                                          |                                                          |                                |
| Motorbezeichnung *                          | OM 651 DE 22 LA red.                                   | OM 646 DE 22 LA red.                  | OM 646 DE 22 LA red.           | OM 651 DE 22 LA red.                                   | OM 646 DE 22 LA                       | OM 651 DE 22 LA                                          | OM 651 DE 22 LA                          | OM 651 DE 22 LA                                          | OM 651 DE 22 LA                |
| Motortyp                                    | R4-Dieselmotor                                         | R4-Dieselmotor                        | R4-Dieselmotor                 | R4-Dieselmotor                                         | R4-Dieselmotor                        | R4-Dieselmotor                                           | R4-Dieselmotor                           | R4-Dieselmotor                                           | R4-Dieselmotor                 |
| Gemischaufbereitung                         | Common-Rail-Direkteinspritzung                         | Common-Rail-Direkteinspritzung        | Common-Rail-Direkteinspritzung | Common-Rail-Direkteinspritzung                         | Common-Rail-Direkteinspritzung        | Common-Rail-Direkteinspritzung                           | Common-Rail-Direkteinspritzung           | Common-Rail-Direkteinspritzung                           | Common-Rail-Direkteinspritzung |
| Motoraufladung                              | Turbolader                                             | Turbolader                            | Turbolader                     | Turbolader                                             | Turbolader                            | Biturbo                                                  | Biturbo                                  | Biturbo                                                  | Biturbo                        |
| Hubraum                                     | 2143 cm³                                               | 2148 cm³                              | 2148 cm³                       | 2143 cm³                                               | 2148 cm³                              | 2143 cm³                                                 | 2143 cm³                                 | 2143 cm³                                                 | 2143 cm³                       |
| max. Leistung                               | 88 kW (120 PS) bei 2800–4600/min                       | 100 kW (136 PS) bei 3800/min          | 100 kW (136 PS) bei 3800/min   | 100 kW (136 PS) bei 2800–4600/min                      | 125 kW (170 PS) bei 3800/min          | 125 kW (170 PS) bei 3000–4200/min                        | 125 kW (170 PS) bei 3000–4200/min        | 150 kW (204 PS) bei 4200/min                             | 150 kW (204 PS) bei 4200/min   |
| max. Drehmoment                             | 300 Nm bei 1400–2800/min                               | 270 Nm bei 1600–3400/min              | 270 Nm bei 1600–3400/min       | 360 Nm bei 1600–2600/min [330 Nm 1600–2800/min]        | 400 Nm bei 2000/min                   | 400 Nm bei 1400–2800/min                                 | 400 Nm bei 1400–2800/min                 | 500 Nm bei 1600–1800/min                                 | 500 Nm bei 1600–1800/min       |
| Kraftübertragung                            |                                                        |                                       |                                |                                                        |                                       |                                                          |                                          |                                                          |                                |
| Antrieb, serienmäßig [ optional ]           | Hinterradantrieb                                       | Hinterradantrieb                      | Hinterradantrieb               | Hinterradantrieb                                       | Hinterradantrieb                      | Hinterradantrieb                                         | Hinterradantrieb                         | Hinterradantrieb [ Allradantrieb ]                       | Hinterradantrieb               |
| Getriebe, serienmäßig [ optional ]          | 6-Gang-Schaltgetriebe [ 5G-Tronic/7G-Tronic Plus ] (2) | 6-Gang-Schaltgetriebe [ 5G-Tronic ]   | 6-Gang-Schaltgetriebe          | 6-Gang-Schaltgetriebe [ 5G-Tronic/7G-Tronic Plus ] (2) | 6-Gang-Schaltgetriebe [ 5G-Tronic ]   | 6-Gang-Schaltgetriebe [ 5G-Tronic/7G-Tronic Plus ] (2)   | 6-Gang-Schaltgetriebe [ 7G-Tronic Plus ] | 6-Gang-Schaltgetriebe [ 5G-Tronic/7G-Tronic Plus ] (2)   | 7G-Tronic Plus (3)             |
| Messwerte                                   |                                                        |                                       |                                |                                                        |                                       |                                                          |                                          |                                                          |                                |
| Höchstgeschwindigkeit                       |                                                        |                                       |                                |                                                        |                                       |                                                          |                                          |                                                          |                                |
| Limousine                                   | 208 km/h [ 206 km/h ]                                  | 215 km/h [ 213 km/h ]                 | 220 km/h                       | 218 km/h [ 215 km/h ]                                  | 229 km/h [ 227 km/h ]                 | 232 km/h (227 km/h) [ 231 km/h ]                         | 232 km/h [ 231 km/h ]                    | 240 km/h (240 km/h) [ 240 km/h ]                         | –                              |
| T-Modell                                    | 201 km/h [ 200 km/h ]                                  | 208 km/h [ 204 km/h ]                 | –                              | 209 km/h [ 207 km/h ]                                  | 224 km/h [ 220 km/h ]                 | 219 km/h (219 km/h) [ 219 km/h ]                         | 219 km/h                                 | 238 km/h (237 km/h) [ 237 km/h ]                         | –                              |
| Coupé                                       | –                                                      | –                                     | –                              | –                                                      | –                                     | 236 km/h [ 231 km/h ]                                    | 236 km/h                                 | 240 km/h [ 240 km/h ]                                    | 240 km/h                       |
| Beschleunigung, 0–100 km/h                  |                                                        |                                       |                                |                                                        |                                       |                                                          |                                          |                                                          |                                |
| Limousine                                   | 10,5 s [ 10,8 s ]                                      | 10,4 s [ 10,2 s ]                     | 10,4 s                         | 9,2 s [ 9,1 s ]                                        | 8,5 s [ 8,4 s ]                       | 8,4 s (8,2 s) [ 8,1 s ]                                  | 8,4 s [ 8,1 s ]                          | 7,0 s (7,1 s) [ 7,1 s ]                                  | –                              |
| T-Modell                                    | 10,8 s [ 11,1 s ]                                      | 10,8 s [ 10,6 s ]                     | –                              | 9,6 s [ 9,5 s ]                                        | 8,9 s [ 8,8 s ]                       | 8,5 s (8,4 s) [ 8,3 s ]                                  | 8,5 s                                    | 7,3 s (7,4 s) [ 7,4 s ]                                  | –                              |
| Coupé                                       | –                                                      | –                                     | –                              | –                                                      | –                                     | 8,4 s [ 7,4 s ]                                          | 7,4 s                                    | 7,0 s [ 7,1 s ]                                          | 7,1 s                          |
| Kraftstoffverbrauch auf 100 km (kombiniert) |                                                        |                                       |                                |                                                        |                                       |                                                          |                                          |                                                          |                                |
| Limousine                                   | 4,8–5,3 l Diesel [ 4,9–5,3 l Diesel ]                  | 5,7–6,1 l Diesel [ 6,5–6,7 l Diesel ] | 5,1–5,4 l Diesel               | 4,8–5,3 l Diesel [ 4,9–5,3 l Diesel ]                  | 5,9–6,1 l Diesel [ 6,6–6,7 l Diesel ] | 4,4–5,1 l Diesel (5,4–5,7 l Diesel) [ 4,8–5,2 l Diesel ] | 4,1 l Diesel [ 4,4 l Diesel ]            | 4,8–5,3 l Diesel (5,4–5,7 l Diesel) [ 4,8–5,2 l Diesel ] | –                              |
| T-Modell                                    | 4,8–5,4 l Diesel [ 5,1–5,5 l Diesel ]                  | 6,0–6,1 l Diesel [ 6,7 l Diesel ]     | –                              | 4,8–5,4 l Diesel [ 5,1–5,5 l Diesel ]                  | 6,1 l Diesel [ 6,8 l Diesel ]         | 4,7–5,2 l Diesel (5,3–5,8 l Diesel) [ 5,1–5,3 l Diesel ] | 4,3 l Diesel                             | 4,9–5,4 l Diesel (5,5–5,8 l Diesel) [ 5,1–5,3 l Diesel ] | –                              |
| Coupé                                       | –                                                      | –                                     | –                              | –                                                      | –                                     | 4,4–5,1 l Diesel [ 4,9–5,3 l Diesel ]                    | 4,1 l Diesel                             | 4,9–5,4 l Diesel [ 4,9–5,3 l Diesel ]                    | 5,3 l Diesel                   |
| CO2-Emission (kombiniert)                   |                                                        |                                       |                                |                                                        |                                       |                                                          |                                          |                                                          |                                |
| Limousine                                   | 125–139 g/km [ 129–140 g/km ]                          | 149–160 g/km [ 171–177 g/km ]         | 133–141 g/km                   | 125–139 g/km [ 129–140 g/km ]                          | 156–160 g/km [ 173–177 g/km ]         | 117–133 g/km (144–152 g/km) [ 125–136 g/km ]             | 109 g/km [ 116 g/km ]                    | 125–140 g/km (144–152 g/km) [ 125–136 g/km ]             | –                              |
| T-Modell                                    | 127–141 g/km [ 134–144 g/km ]                          | 157–161 g/km [ 176 g/km ]             | –                              | 127–141 g/km [ 134–144 g/km ]                          | 159–161 g/km [ 178–180 g/km ]         | 124–135 g/km (147–155 g/km) [ 134–138 g/km ]             | 114 g/km                                 | 128–141 g/km (147–155 g/km) [ 134–138 g/km ]             | –                              |
| Coupé                                       | –                                                      | –                                     | –                              | –                                                      | –                                     | 117–133 g/km [ 128–139 g/km ]                            | 109 g/km                                 | 128–143 g/km [ 128–139 g/km ]                            | ,139 g/km                      |
| Abgasnorm nach EU-Klassifikation            | Euro 5                                                 | Euro 4                                | Euro 4                         | Euro 5                                                 | Euro 4                                | Euro 5                                                   | Euro 5                                   | Euro 5                                                   | Euro 5                         |

Werte in eckigen Klammern [ ] für Modelle mit Automatikgetriebe, in runden Klammern ( ) für Modelle mit Allradantrieb

### Sechszylinder-Dieselmotoren
| Bauzeitraum                                 | 06/2011–03/2014                | 03/2007–06/2009                                          | 06/2009–11/2009                                          | 11/2009–02/2011                     | 06/2011–03/2014                |
| Motorkenndaten                              |                                |                                                          |                                                          |                                     |                                |
| Motorbezeichnung *                          | OM 642 DE 30 LA                | OM 642 DE 30 LA                                          | OM 642 DE 30 LA                                          | OM 642 DE 30 LA                     | OM 642 LS DE 30 LA             |
| Motortyp                                    | V6-Dieselmotor                 | V6-Dieselmotor                                           | V6-Dieselmotor                                           | V6-Dieselmotor                      | V6-Dieselmotor                 |
| Gemischaufbereitung                         | Common-Rail-Direkteinspritzung | Common-Rail-Direkteinspritzung                           | Common-Rail-Direkteinspritzung                           | Common-Rail-Direkteinspritzung      | Common-Rail-Direkteinspritzung |
| Motoraufladung                              | Turbolader                     | Turbolader                                               | Turbolader                                               | Turbolader                          | Turbolader                     |
| Hubraum                                     | 2987 cm³                       | 2987 cm³                                                 | 2987 cm³                                                 | 2987 cm³                            | 2987 cm³                       |
| max. Leistung                               | 170 kW (231 PS) bei 3800/min   | 165 kW (224 PS) bei 3800/min                             | 165 kW (224 PS) bei 3800/min                             | 170 kW (231 PS) bei 3800/min        | 195 kW (265 PS) bei 3800/min   |
| max. Drehmoment                             | 540 Nm bei 1600–2400/min       | 510 Nm bei 1600–2800/min                                 | 510 Nm bei 1600–2800/min                                 | 540 Nm bei 1600–2400/min            | 620 Nm bei 1600–2400/min       |
| Kraftübertragung                            |                                |                                                          |                                                          |                                     |                                |
| Antrieb, serienmäßig [ optional ]           | Allradantrieb                  | Hinterradantrieb [ Allradantrieb ]                       | Hinterradantrieb [ Allradantrieb ]                       | Hinterradantrieb [ Allradantrieb ]  | Hinterradantrieb               |
| Getriebe, serienmäßig [ optional ]          | 7G-Tronic Plus                 | 6-Gang-Schaltgetriebe [ 7G-Tronic ]                      | 6-Gang-Schaltgetriebe [ 7G-Tronic ]                      | 7G-Tronic                           | 7G-Tronic Plus                 |
| Messwerte                                   |                                |                                                          |                                                          |                                     |                                |
| Höchstgeschwindigkeit                       |                                |                                                          |                                                          |                                     |                                |
| Limousine                                   | 250 km/h (2)                   | 250 km/h (2) (250 km/h) (2) [ 250 km/h (2) ]             | 250 km/h (2) (250 km/h) (2) [ 250 km/h (2) ]             | 250 km/h (2) (250 km/h) (2)         | 250 km/h (2)                   |
| T-Modell                                    | 242 km/h                       | 245 km/h (244 km/h) [ 244 km/h ]                         | 245 km/h (244 km/h) [ 244 km/h ]                         | 244 km/h (242 km/h)                 | 250 km/h (2)                   |
| Beschleunigung, 0–100 km/h                  |                                |                                                          |                                                          |                                     |                                |
| Limousine                                   | 6,4 s                          | 7,4 s (6,7 s) [ 6,9 s ]                                  | 7,4 s (6,7 s) [ 6,9 s ]                                  | 6,4 s (6,4 s)                       | 6,0 s                          |
| T-Modell                                    | 6,5 s                          | 7,9 s (7,1 s) [ 7,1 s ]                                  | 7,9 s (7,1 s) [ 7,1 s ]                                  | 6,5 s (6,5 s)                       | 6,3 s                          |
| Kraftstoffverbrauch auf 100 km (kombiniert) |                                |                                                          |                                                          |                                     |                                |
| Limousine                                   | 7,0–7,2 l Diesel               | 6,9–7,2 l Diesel (7,7–8,0 l Diesel) [ 7,3–7,6 l Diesel ] | 6,9–7,2 l Diesel (7,7–8,0 l Diesel) [ 7,3–7,6 l Diesel ] | 6,6–6,9 l Diesel (7,0–7,2 l Diesel) | 5,9–6,0 l Diesel               |
| T-Modell                                    | 7,2–7,4 l Diesel               | 7,1–7,4 l Diesel (7,8–8,1 l Diesel) [ 7,5–7,8 l Diesel ] | 7,1–7,4 l Diesel (7,8–8,1 l Diesel) [ 7,5–7,8 l Diesel ] | 6,8–7,0 l Diesel (7,2–7,4 l Diesel) | 6,0–6,2 l Diesel               |
| CO2-Emission (kombiniert)                   |                                |                                                          |                                                          |                                     |                                |
| Limousine                                   | 185–189 g/km                   | 182–193 g/km (202–211 g/km) [ 193–201 g/km ]             | 182–193 g/km (202–211 g/km) [ 193–201 g/km ]             | 174–180 g/km (185–189 g/km)         | 154–157 g/km                   |
| T-Modell                                    | 191–195 g/km                   | 188–198 g/km (205–215 g/km) [ 199–209 g/km ]             | 188–198 g/km (205–215 g/km) [ 199–209 g/km ]             | 180–184 g/km (191–195 g/km)         | 159–162 g/km                   |
| Abgasnorm nach EU-Klassifikation            | Euro 5                         | Euro 4                                                   | Euro 4                                                   | Euro 5                              | Euro 5                         |

Werte in eckigen Klammern [ ] für Modelle mit Automatikgetriebe, in runden Klammern ( ) für Modelle mit Allradantrieb
* Die Motorbezeichnung ist wie folgt verschlüsselt:
M = Motor (Otto), OM = Ölmotor (Diesel), Baureihe = 3-stellig, DE = Direkteinspritzung, KE = Kanaleinspritzung, Hubraum = Deziliter (gerundet), A = Abgasturbolader, L = Ladeluftkühlung, LA = wie AL, ML = Kompressor, red. = reduzierte(r) Leistung/Hubraum

## BlueEFFICIENCY-Modelle
Ab April 2008 waren die Modelle C 180 Kompressor BlueEFFICIENCY und C 200 CDI BlueEFFICIENCY erhältlich. Zuerst als FuelEconomy vorgestellt, handelt es sich um ein Maßnahmenpaket zur Reduzierung des Kraftstoffverbrauchs.
Mit der Einführung der CGI-Direkteinspritzer (Ende 2009) und der neuen Dieselmotoren (OM 651; Ende 2008) benannte Mercedes-Benz alle diese Fahrzeuge als BlueEFFICIENCY.
Die Details der Modifikationen:
- modifizierten Motoren (beim C 180 Kompressor wurde bei gleicher Leistung der Hubraum auf 1,6 Liter reduziert)
- Tieferlegung um 15 mm (AMG-Paket)
- vollständige Unterbodenverkleidung der Dieselmodelle auch beim C 180 Kompressor BlueEFFICIENCY
- Teilabdeckung der Kühlermaske, die den Luftstrom in den Motorraum verringert
- Abdichtung der Trennfugen um die Scheinwerfer
- rollwiderstandsärmere Reifen
- Gewichtsreduzierung von 19 bzw. 32 Kilogramm (u. a. durch eine dünnere Frontscheibe)
- bedarfsgerechte Regelung der Servolenkung
- neu entwickeltes Differenzial
- verlängerte Übersetzung beim C 200 CDI BlueEFFICIENCY
- Schalt- und Verbrauchsanzeige im Cockpit
- luftwiderstandsärmere Außenspiegel

Der cw-Wert verringert sich durch die aerodynamischen Modifikationen auf 0,25. Die Außenspiegel der BlueEFFICIENCY-Modelle, erkennbar am pfeilartigen Blinker, waren ab Ende 2008 für alle Fahrzeuge serienmäßig.
Auf der Pariser Motorshow 2008 wurde der neue Dieselmotor OM 651 im C 250 CDI BlueEFFICIENCY vorgestellt. Der 2,1 Liter große, aufgeladene Reihenvierzylinder leistet 150 kW (204 PS) und liefert 500 Nm Drehmoment. Er soll das Fahrzeug in 7,0 Sekunden auf 100 km/h und auf bis 250 km/h beschleunigen. Er wurde zu Anfang nur mit Schaltgetriebe im Sondermodell Prime Edition angeboten. Seit April 2009 gibt es den C 250 CDI BlueEFFICIENCY aber auch in Verbindung mit den übrigen Ausstattungslinien und mit Automatikgetriebe.
Des Weiteren war von Ende 2008 bis Frühjahr 2011 der C 350 CGI BlueEFFICIENCY erhältlich; der Motor des Fahrzeuges wurde mit einer Benzindirekteinspritzung ausgerüstet.

## Neuzulassungen in Deutschland
Nach Statistik des Kraftfahrt-Bundesamtes wird das Fahrzeugsegment der Mittelklasse-PKW von den vier PKW-Modellen Audi A4, BMW 3er, Mercedes C-Klasse und VW Passat dominiert. Diese Modelle konnten in den vergangenen Jahren stets jeweils einen Anteil von mehr als 10 % des Fahrzeugsegments einnehmen.
Im Jahr 2010 war die Mercedes C-Klasse der meist zugelassene Mittelklasse-PKW in Deutschland, in den anderen Jahren war es der VW Passat.
Bemerkenswert ist jedoch die Auswertung der Neuzulassungen an private Fahrzeughalter: hier erreicht die Mercedes C-Klasse seit Jahren durchgehend den ersten Platz der Statistik mit den meisten Fahrzeugen und auch mit Abstand dem höchsten Privat-Anteil am Gesamtabsatz im Vergleich mit den anderen dominierenden PKW-Modellen, vgl. Tabelle unten.
Seit dem Marktstart (März 2007) der Baureihe 204 bis April 2011 wurden weltweit über 1,2 Millionen Fahrzeuge an Kunden ausgeliefert.
| Modell mit Erscheinungsjahr     | Neuzulassungen Gesamt 2014 | davon an private Halter Gesamt 2014 | Neuzulassungen Gesamt 2013 | davon an private Halter Gesamt 2013 | Neuzulassungen Gesamt 2012 | davon an private Halter Gesamt 2012 | Neuzulassungen Gesamt 2011 | davon an private Halter Gesamt 2011 | Neuzulassungen Gesamt 2010 | davon an private Halter Gesamt 2010 | Neuzulassungen Gesamt 2009 | davon an private Halter Gesamt 2009 | Neuzulassungen Gesamt 2008 | davon an private Halter Gesamt 2008 |
| ------------------------------- | -------------------------- | ----------------------------------- | -------------------------- | ----------------------------------- | -------------------------- | ----------------------------------- | -------------------------- | ----------------------------------- | -------------------------- | ----------------------------------- | -------------------------- | ----------------------------------- | -------------------------- | ----------------------------------- |
| VW Passat (2010)                | 72.153                     | 5.556 (7,7 %)                       | 72.048                     | 6.340 (8,8 %)                       | 89.333                     | 9.559 (10,7 %)                      | 103.507                    | 13.352 (12,9 %)                     | 66.496                     | 7.780 (11,7 %)                      | 84.729                     | 22.284 (26,3 %)                     | 94.523                     | 12.477 (13,2 %)                     |
| Mercedes C-Klasse (2007)/(2014) | 60.350                     | 22.692 (37,6 %)                     | 52.433                     | 18.876 (36,0 %)                     | 69.052                     | 25.204 (36,5 %)                     | 79.820                     | 30.172 (37,8 %)                     | 71.871                     | 23.861 (33,2 %)                     | 77.394                     | 30.184 (39,0 %)                     | 98.145                     | 40.632 (41,4 %)                     |
| BMW 3er (2005)/(2012)           | 55.681                     | 9.354 (16,8 %)                      | 69.486                     | 15.009 (21,6 %)                     | 62.506                     | 13.939 (22,3 %)                     | 62.280                     | 15.009 (24,1 %)                     | 67.643                     | 16.234 (24,0 %)                     | 72.288                     | 25.807 (35,7 %)                     | 87.302                     | 27.151 (31,1 %)                     |
| Audi A4 (2007)                  | 48.278                     | 5.745 (11,9 %)                      | 48.310                     | 5.990 (12,4 %)                      | 57.633                     | 9.279 (16,1 %)                      | 59.056                     | 10.984 (18,6 %)                     | 59.863                     | 13.409 (22,4 %)                     | 75.341                     | 24.184 (32,1 %)                     | 98.714                     | 27.048 (27,4 %)                     |

| Monat und Jahr                                                            | Audi A4 | BMW 3er (1) | Mercedes C-Klasse (2) | VW Passat (3) |
| ------------------------------------------------------------------------- | ------- | ----------- | --------------------- | ------------- |
| Januar 2007                                                               | 3991    | 4897        | 3408                  | 7133          |
| Februar                                                                   | 5267    | 6043        | 2848                  | 7500          |
| März                                                                      | 9027    | 10717       | 5700                  | 11612         |
| April                                                                     | 7980    | 9969        | 6890                  | 8973          |
| Mai                                                                       | 9784    | 15432       | 7047                  | 9819          |
| Juni                                                                      | 8473    | 8635        | 8070                  | 10109         |
| Juli                                                                      | 7358    | 8031        | 7642                  | 9484          |
| August                                                                    | 5464    | 5811        | 8019                  | 6671          |
| September                                                                 | 5248    | 10161       | 8609                  | 8098          |
| Oktober                                                                   | 7218    | 7360        | 7621                  | 9004          |
| November                                                                  | 7271    | 6886        | 6709                  | 9822          |
| Dezember                                                                  | 7011    | 6617        | 5690                  | 7083          |
| Januar 2008                                                               | 5087    | 5734        | 7145                  | 7039          |
| Februar                                                                   | 6802    | 6001        | 7510                  | 6965          |
| März                                                                      | 7816    | 7871        | 8589                  | 9776          |
| April                                                                     | 8231    | 9138        | 9823                  | 9777          |
| Mai                                                                       | 7951    | 8687        | 8750                  | 7219          |
| Juni                                                                      | 10078   | 7997        | 9478                  | 8265          |
| Juli                                                                      | 10106   | 7920        | 9646                  | 7371          |
| August                                                                    | 8282    | 5660        | 6961                  | 4845          |
| September                                                                 | 9693    | 6524        | 9560                  | 8756          |
| Oktober                                                                   | 9687    | 8595        | 7617                  | 8948          |
| November                                                                  | 7750    | 5849        | 7729                  | 8339          |
| Dezember                                                                  | 7231    | 7326        | 5337                  | 7223          |
| Januar 2009                                                               | 6365    | 3212        | 5498                  | 5116          |
| Februar                                                                   | 6661    | 5201        | 6491                  | 6952          |
| März                                                                      | 7094    | 7376        | 8270                  | 8799          |
| April                                                                     | 6374    | 7478        | 5089                  | 8615          |
| Mai                                                                       | 6154    | 7796        | 6771                  | 7923          |
| Juni                                                                      | 8832    | 8271        | 7797                  | 9919          |
| Juli                                                                      | 6952    | 6044        | 5704                  | 6461          |
| August                                                                    | 4862    | 5512        | 4713                  | 5988          |
| September                                                                 | 4351    | 5323        | 7738                  | 8189          |
| Oktober                                                                   | 5840    | 5854        | 7198                  | 6526          |
| November                                                                  | 6626    | 5068        | 7129                  | 6340          |
| Dezember                                                                  | 5230    | 5153        | 4996                  | 3901          |
| Januar 2010                                                               | 3881    | 3178        | 3566                  | 3407          |
| Februar                                                                   | 4472    | 4334        | 3422                  | 4995          |
| März                                                                      | 6532    | 6572        | 5165                  | 7808          |
| April                                                                     | 5735    | 7151        | 5873                  | 6664          |
| Mai                                                                       | 5137    | 6107        | 6543                  | 6446          |
| Juni                                                                      | 5362    | 7991        | 7534                  | 6886          |
| Juli                                                                      | 5359    | 6172        | 5639                  | 6800          |
| August                                                                    | 4157    | 3555        | 4296                  | 3213          |
| September                                                                 | 4388    | 5324        | 7912                  | 5823          |
| Oktober                                                                   | 5131    | 5494        | 7908                  | 5333          |
| November                                                                  | 5439    | 6078        | 8557                  | 4631          |
| Dezember                                                                  | 4270    | 5687        | 5456                  | 4490          |
| Januar 2011                                                               | 3690    | 2451        | 3886                  | 8888          |
| Februar                                                                   | 4050    | 3897        | 4233                  | 8526          |
| März                                                                      | 5858    | 6406        | 4677                  | 8595          |
| April                                                                     | 4871    | 5977        | 6527                  | 8855          |
| Mai                                                                       | 5959    | 6553        | 8496                  | 10075         |
| Juni                                                                      | 5248    | 6388        | 8756                  | 8744          |
| Juli                                                                      | 4400    | 4842        | 7301                  | 9526          |
| August                                                                    | 4475    | 4931        | 6014                  | 6287          |
| September                                                                 | 6024    | 3918        | 7720                  | 9514          |
| Oktober                                                                   | 5279    | 4479        | 7446                  | 8568          |
| November                                                                  | 5217    | 5374        | 8435                  | 8731          |
| Dezember                                                                  | 3985    | 7064        | 6329                  | 7198          |
| Januar 2012                                                               | 1936    | 2639        | 5485                  | 6618          |
| Februar                                                                   | 2441    | 3990        | 5061                  | 7154          |
| März                                                                      | 4656    | 6086        | 6568                  | 8860          |
| April                                                                     | 4210    | 7907        | 5962                  | 7849          |
| Mai                                                                       | 5266    | 7052        | 6959                  | 8529          |
| Juni                                                                      | 5724    | 6176        | 7531                  | 7682          |
| (1) Coupé und Cabriolet inkludiert (2) Coupé inkludiert (3) CC inkludiert |         |             |                       |               |

## Motorsport
Einen Rennwagen in der Optik des W 204 setzte Mercedes von 2007 bis 2011 in der DTM ein. Der Wagen, mit dem Paul di Resta 2010 die Meisterschaft gewann, hatte einen 4-Liter-V8-Motor mit einer Leistung von ca. 368 kW (500 PS). Weitere DTM-W-204 fuhren unter anderem die ehemaligen Formel-1-Fahrer Ralf Schumacher und David Coulthard.
Seit der Saison 2012 wird in der DTM mit zweitürigen Coupés gefahren, sodass Mercedes einen Rennwagen in der Optik des C 204 einsetzt.

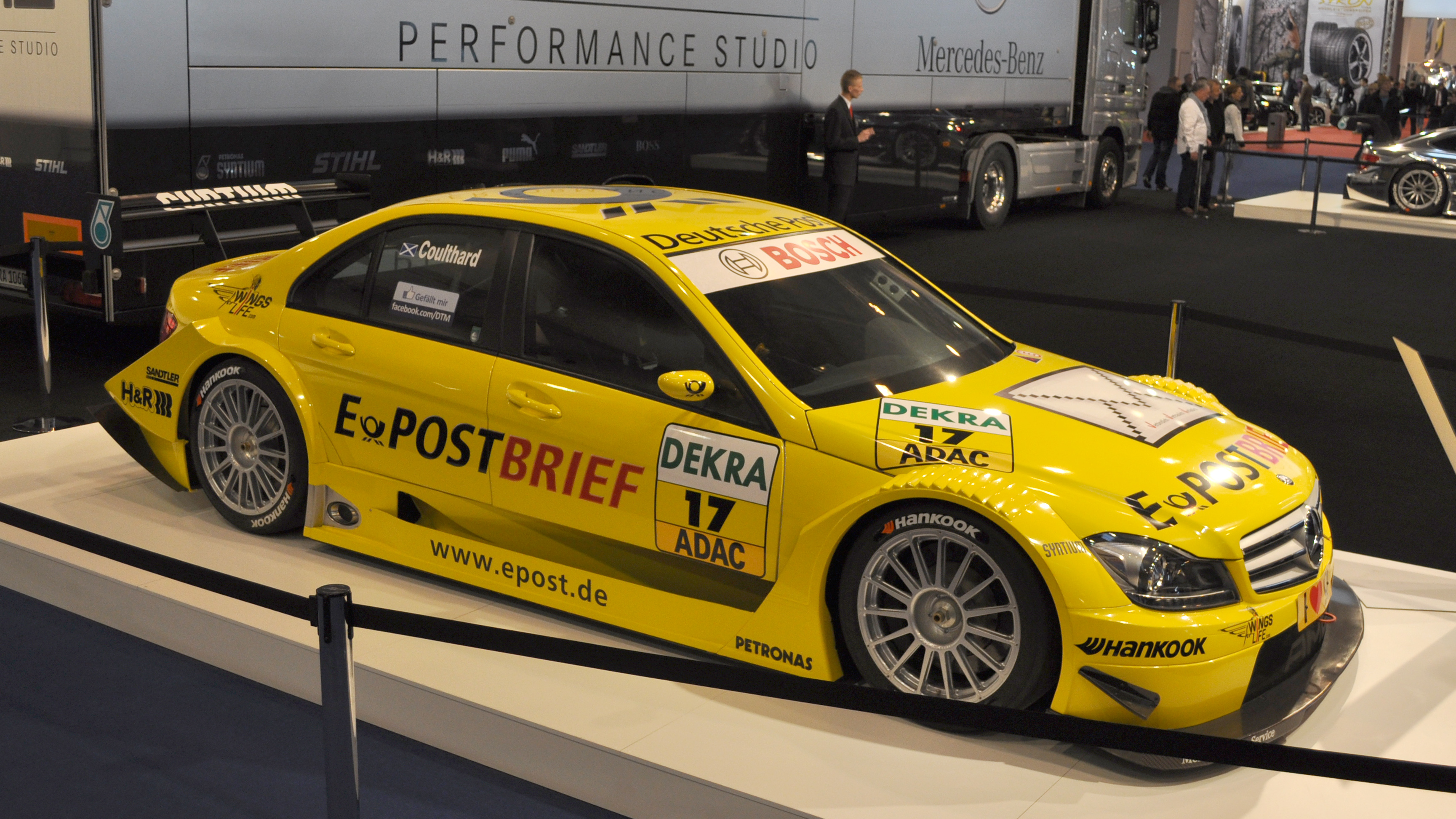
DTM-Limousine der Saison 2011 von David Coulthard
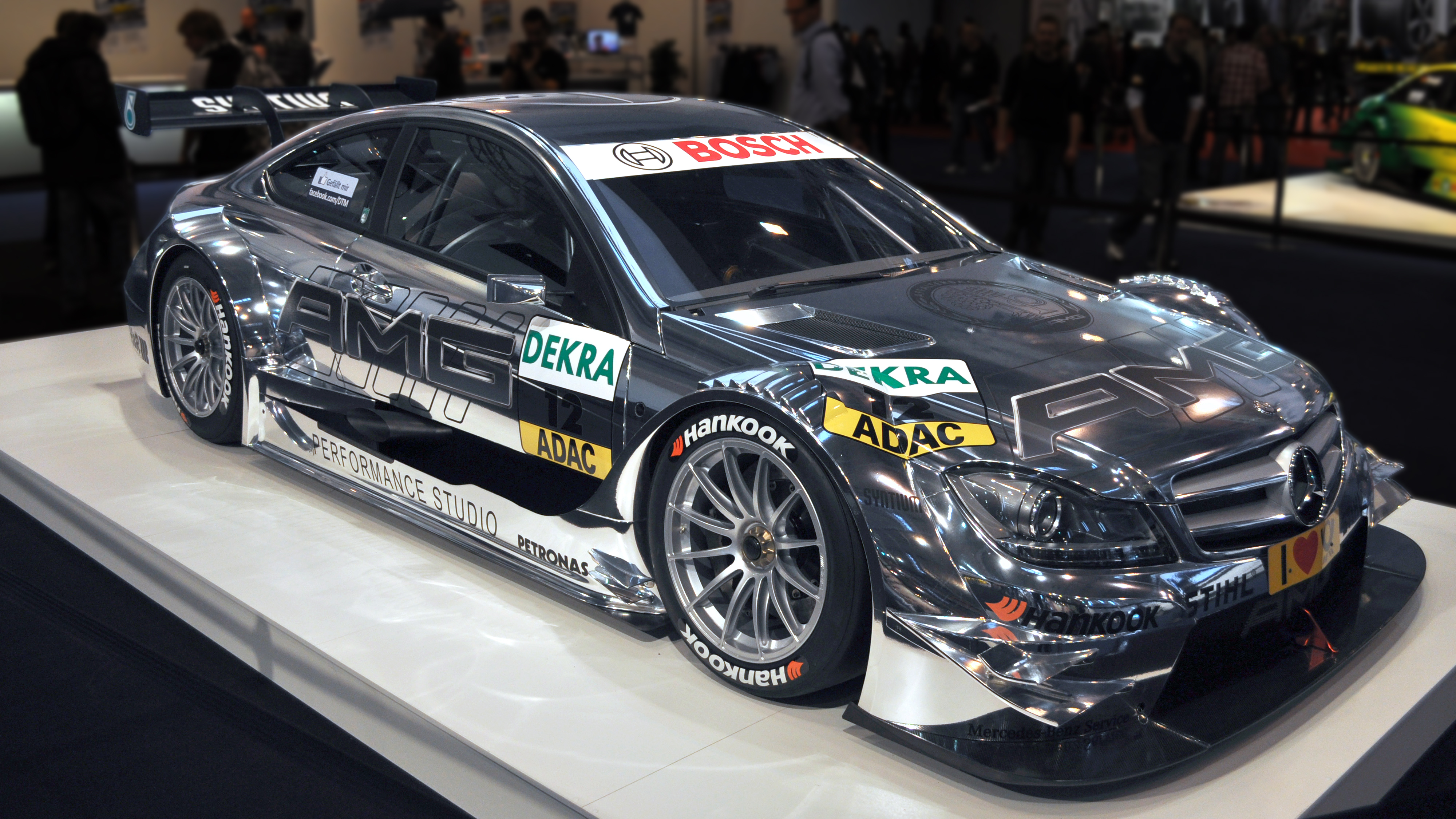
DTM-Coupé der Saison 2012